# Musica in Abruzzo

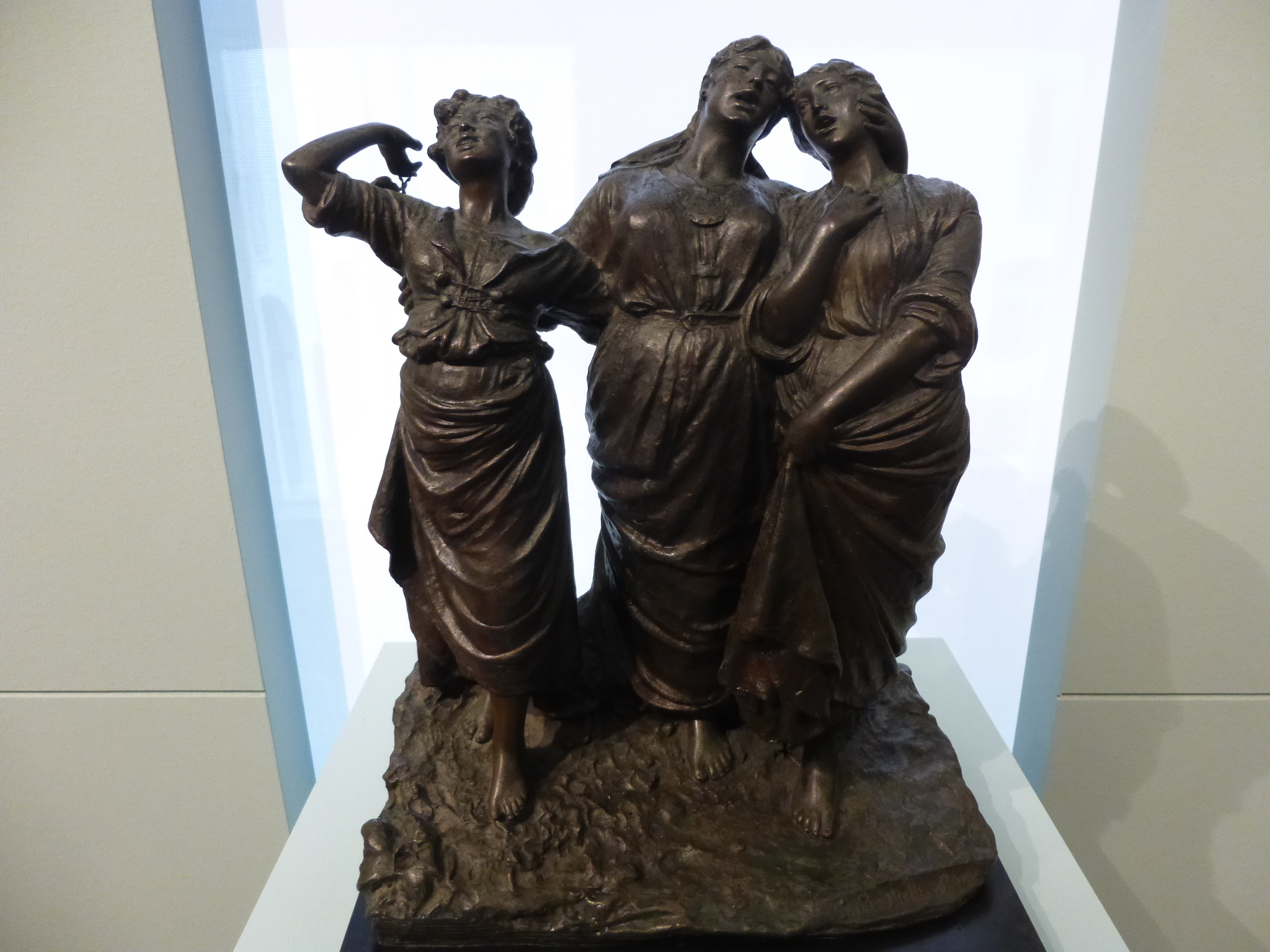
Canto d'amore di Costantino Barbella (Museo Barbella, Chieti), rappresentate una classica scena di canto popolare femminile, di ambito abruzzese

La storia della musica in Abruzzo ha origini molto antiche, risalenti al Medioevo andando sino ad oggi, in un rinnovamento continuo, che nel XIX secolo ha visto la divisione ben distinta tra musica di compositori e musica popolare dialettale, che ha contribuito a rappresentare culturalmente l'Abruzzo nel panorama nazionale e internazionale.

## Storia della musica abruzzese

### Origini
Sicuramente l'Abruzzo si formò con i Canti gregoriani, nel XIV secolo si ha la testimonianza della Leggenda di Santa Caterina Martire per la confraternita aquilana, composta dal poeta Buccio di Ranallo, il quale nel 1362 scrisse anche la Cronica rimata sulla storia della città a partire dalla fondazione del 1254. Quest'opera si pone nel filone dei laudari e i lamenti cantati di scuola tosco-umbra del Trecento-Quattrocento.

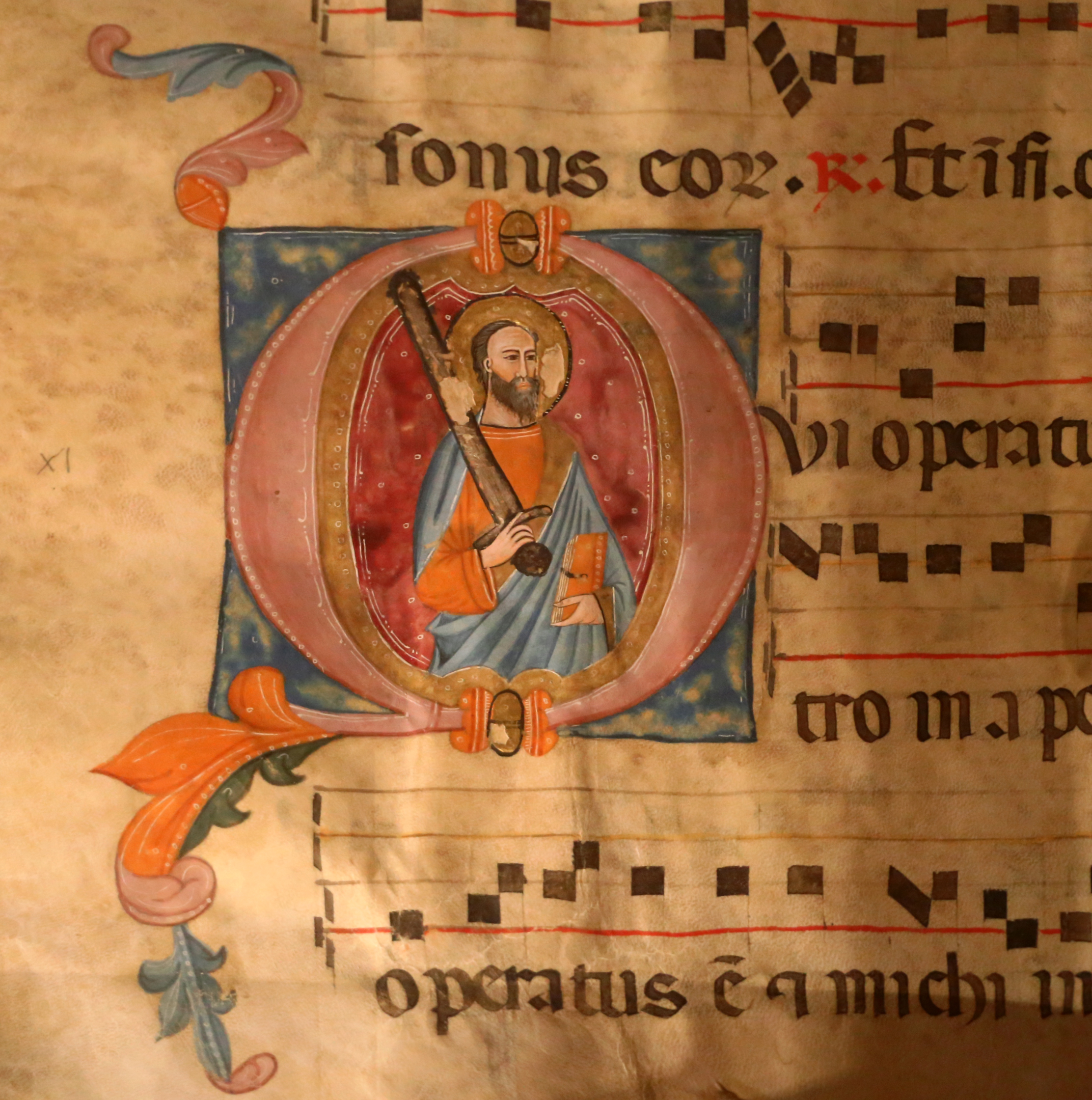
Antifonario proveniente dalla Collegiata di Guardiagrele, ora nell'antiquarium civico medievale "A.Cadei" di Guardiagrele, risalente al XIV secolo, in particolare la figura di San Paolo

Le prime attestazioni risalgono al XIV secolo, la cosiddetta "Ars nova" penetrò subito in Abruzzo con il personaggio di Antonio Zacara da Teramo (metà XIV secolo), nato con una malformazione fisica, avendo solo 10 dita tra mani e piedi, come mostra anche una miniatura del Codice Squarcialupi. Zacara fu insegnante, compositore, miniaturista, lavorando a Roma per papa Bonifacio IX, Innocenzo VII e Gregorio XII, poi seguì l'antipapa Giovanni XXIII, dato che nella sua cappella musicale a Bologna nel 1412-13 il maestro è citato come "Magistro Antonio". Nella musicologia novecentesca, Zacara è stato ampiamente rivalutato, riscoprendo la sua innovativa figura nell'ambito rinascimentale, pare che proprio il teramano fu ispiratore del più noto Ciconia; probabilmente morto nel 1463, le sue composizioni era tenute per oracoli. Si ipotizza che questo maestro fosse cresciuto in un ambito musicale abruzzese ai primordi, che comprendeva il piccolo ducato di Atri, di cui si attesta un certo Frater Nicola Cicci Tange, morto a Napoli nel 1370, nominato "Magister della Cappella Reale", dunque di Giovanna I di Napoli.
Le ipotesi si sono concentrate proprio sull'avvio musicale dello Zacara ad Atri, in quanto nel Museo Capitolare della città si conserva un frammento del Gloria Macinella proprio dello Zacara. In quel periodo nella città si registrò anche l'attività del poco noto canonico della Basilica: Giovanni Berardino Jancano, morto secondo il Necrologium Adriense il 2 luglio 1440; anche se oggi della sua opera non si conserva nulla, il necrologio ne parla come uno dei musicisti più importanti di quel periodo nella città. Nella vicina contea di Campli, spiccò la figura di Nicola Savini Mattei o "Riccio di Nucella", piccola frazione camplese, attivo tra il 1401 e il 1436, conobbe probabilmente lo Zacara, visto che è nominato tra i cantori delle cappelle dei papi romani che accolsero anche il teramano. Di Riccio da Nucella rimane una balla alla francese a tre voci, dal titolo De bon parole tal pronto de fa
Nel XV secolo fiorirono musicisti al di fuori di Teramo, Giovanni Quatrario fu sacerdote e compositore di Sulmona, la sua attività si svolse a Venezia nel 1436 (testimonianza del suo Magnificat) fino al 1456. Fu noto per le sue Lamentazioni, repertorio della basilica di San Marco in Venezia, rimpiazzate solo nel XVII secolo da Giovanni Croce: fu personaggio chiave per il passaggio dallo stile polifonico tardo gotico settentrionale alla semplicità espressiva della musica italiana rinascimentale. La Valle Peligna, per aver partorito il Quatrario, non doveva essere dura di musica colta, essendo Sulmona in perfetta simbiosi culturale e commerciale con Napoli e Roma; nella biblioteca comunale "Ovidio Nasone" si hanno altre testimonianze di frammenti polifonici dello stile fiammingo, come l'inno Iste confessor, datato tra la fine del Quattrocento e l'inizio del Cinquecento.

### Il Cinquecento
In questo secolo la meta prediletta degli abruzzesi fu Venezia, il teatino Giacomo da Chieti scrisse il trattato De partitione licterarum monocordi, con trattazione di argomenti del canto gregoriano. All'Aquila si testimonia Gianni Bacco, chiamato in una ballata di Andrea di Firenze, poi il cantore della chiesa di Santa Reparata in Firenze (ossia il duomo) Paolo Aquilano, citato nel 1407, e infine i cantori pontifici Antonio d'Aquila (1400) e Giacomo dell'Aquila. Il più famoso poeta musicista del capoluogo abruzzese di questo periodo è Serafino de' Cimminelli o "Serafino Aquilano", attivo prima a Roma, e poi a Napoli presso Ferdinando II d'Aragona. Nel Codex Agnifili della Biblioteca della Soprintendenza per i Beni Ambientali Architettonici Artistici dell'Abruzzo - sez L'Aquila, si registrano quattro Amen di Credo, vergati a due voci, in stile polifonico dal spore arcaico, della metà del Quattrocento.
Altro polo culturale abruzzese fu la cittadina marinara di Ortona: il manoscritto 431 della Biblioteca comunale di Perugia possiede un codice francescano vicino al repertorio internazionale della corte aragonese, e si cita un frate M. di Ortona e di un tal Aedvardus di Ortona, di cui si conserva una Missa sine nomine.
Nel panorama cinquecentesco si ha anche la testimonianza di vari cantori abruzzesi, nel repertorio di un Graduale in tre volumi che era conservato nell'archivio della cattedrale di Santa Maria Maggiore di Guardiagrele: oltre al repertorio monodico gregoriano, si hanno brani liturgici a due o tre voci del primo Quattrocento con testi del Sanctus - Agnus Dei - Alleluja e Credo, che appaiono preminente importanza per la scarsità di brani abruzzesi dell'Ars nova in questo periodo nella comunità minori. Questi brani sono stati trascritti da Ziino, Cattin e Mischiati, attestano pratiche improvvisativo popolari piuttosto diffuse sul repertorio liturgico che, nel momento in cui venivano trascritte, subivano da parte degli amanuensi, un processo di rimodellamento contrappuntistico in base alle proprie conoscenze teoriche e compositive.
Secondo Agostino Ziino, il Quattrocento abruzzese rappresentò sì un rinnovamento culturale locale, ma di carattere isolato e conservativo, anche in campo musicale. A parte il caso di Zaccara di Teramo, non è da escludere che vi siano stati scambi e movimenti di cantori e musicisti specializzati tra l'Abruzzo e la cappella papale.

### Il secondo Cinquecento dei madrigalisti

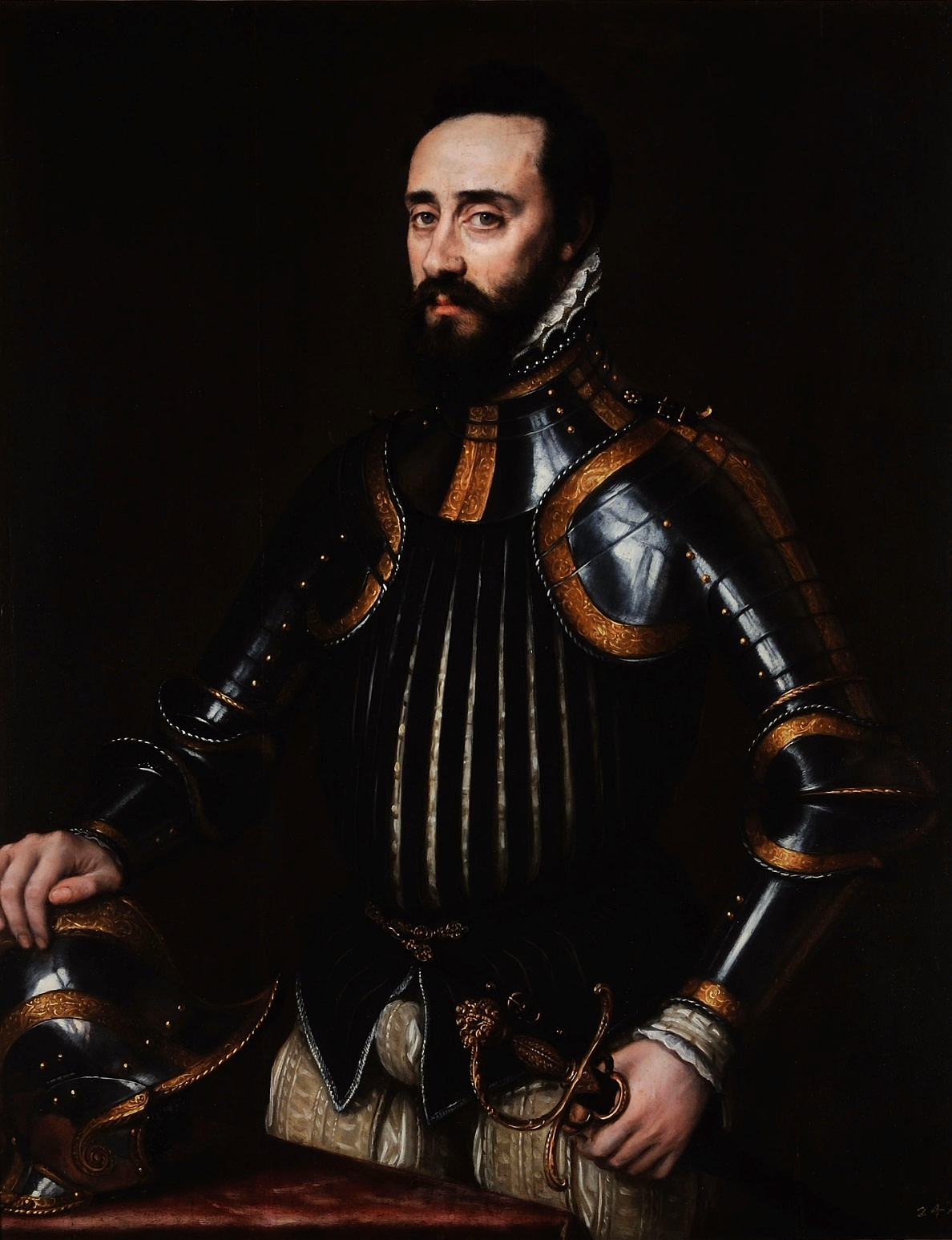
Alfonso d'Avalos

Il passaggio a questo secolo rappresenta un momento di illuminazione culturale in Abruzzo: la musicologia sembra trovare una sorta di rischiaramento documentale nel passaggio dal Cinque al Seicento, dato che sino al secolo precedente si attestano solo alcuni nomi, e autori dal passato sconosciuto, nonché una scarsa documentazione in loco. Serafino Aquilano morì nel 1500, in quegli anni di andò perfezionando la tecnica della stampa, altro veicolo che favorì la produzione musicale, anche in Abruzzo. Il primo autore ben documentato è Marco Dall'Aquila (1480-1538), specializzato nel liuto, poi nel plettro, per dar spazio alla ricchezza espressiva delle dita della mano, con la loro sensibilità e le loro raffinate capacità polifoniche.

### Madrigalisti marsicani e peligni
L'Aquila diventa un crogiolo di iniziative culturali nel pieno Rinascimento, anche se Marco lavorò a Venezia, come i predecessori Giacomo di Chieti e Giovanni Quatrario, nel 1550 gli fu concesso di stampare intavolature per liuto in competizione con lo stampatore Ottaviano Petrucci. In quel periodo figura anche Giovanni Armonio Marso dei Crociferi, appartenente a questa compagnia veneziana, nato nel 1476 nella Marsica (da cui il soprannome), Armonio fu dotto umanista, trattatista, scrittore di orazioni e tragedie, tra cui Stephanium, che egli stesso recitò a Venezia nel 1499 nel convento degli Eremitani di Santo Stefano, fu promotore dell'attore Antonio Molino, detto "Burchiella", di un'Accademia musicale e fu organista di San Marco sino al 1552.
In questo periodo in Abruzzo, nuovamente Atri torna a divenire centro culturale per il rafforzamento del ducato sotto la famiglia Acquaviva d'Aragona. Il condottiero Andrea Matteo III fu stratega, ma anche mecenate e autore, scrisse il trattato De musica di Andrea Matteo Acquaviva, pubblicato nel 1526 insieme a un commento delle De virtute morali di Plutarco. L'inserimento di questo trattato nel commento di filosofi plutarcheo è assai originale, poiché l'Acquaviva volle far circolare l'opera anche in ambienti filosofici, complementari a quelli accademici già consueti.

### Il circolo culturale di Atri e di Vasto
Andrea Matteo chiamò lo stampatore Antonio de Frizis, il quale installò la tipografia nel Palazzo Acquaviva di Atri in Napoli, divenendo una delle principali del Viceregno. Suo figlio Giovan Antonio Donato fu un buon suonatore di lira e improvvisatore, nonché patrocinatore delle arti, e finanziatore dell'organo monumentale dei fratelli Camillo e Vincenzo da Osimo (1547) conservato nel duomo di Atri. Nella cattedrale si attestano i musicisti Geronimo, Luca, pagati per la scuola del canto, i canonici Giulio Fileron e Mariano Bevilacqua, morto nel 1549. Nella "schola de canto" della cappella atriana si attesta la figura del canonico Giulio Quinto Fileon, morto nel 1560, forse di origine fiamminga, le voci e gli organi vennero ricordati anche dal frate Serafino Razzi nei Viaggi in Abruzzo, con giudizio molto positivo.
Nel Marchesato del Vasto, sotto il potere della famiglia d'Avalos, si ricorda la figura di Alfonso, mecenate e stratega, patrocinando le raccolte di Nicolas Gombert e Vincenzo Ruffo, fornì i versi per i madrigali che ebbero una fortuna strepitosa all'epoca: Anchor che col partire di Cipriano de Rore, poi Il bianco e dolce cigno di Jacques Arcadelt. Alfonso ebbe al suo servizio a Milano anche il liutista compositore Pietro Paolo Borrono.

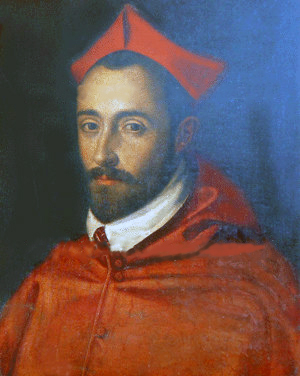
Cardinale Ottavio Acquaviva d'Aragona

La città del Vasto dà lo spunto di entrare pienamente nel Cinquecento, benché divenisse solo sul finire del secolo la residenza stabile dei d'Avalos, Marchesi della Città e della fortezza di Pescara, la città costituì la dinamica meta di approdo di Veneziani e Dalmati, che dettero sviluppo alle arti: si ricorda la schola cantorum della chiesa collegiata di Santa Maria Maggiore, con la figura di Bernardino Carnefresca, meglio noto come "Lupacchino del Vasto", organista della chiesa, attivo anche a Roma presso San Giovanni in Laterano. Non si sa se Vasto beneficiasse di musicisti prima del XVI secolo, a causa della distruzione dei documenti e dei architetture da parte dell'attacco turco del luglio 1566, e poi del bandito Marco Sciarra nel 1590. Lupacchino morì nel 1555 circa, a Vasto è documentato intorno al 1543. Il Codice 25 della Basilica Lateranense in Roma documenta le dieci messe e uno dei mottetti di Lupacchino, il quale scrisse due libri di madrigali a quattro voci e uno a cinque, stampati a Venezia nel 1543, nel 1559 collaborò con Giovan Maria Tasso.
Durante il marchesato di Alfonso II, si ha una scarsa documentazione di ulteriori autori abruzzesi, si ha solo la testimonianza di un Libro di madrigali a 4, di Giaches de Wert, dedicato a Francesco Ferdinando d'Avalos nel 1561, poi altri libri di madrigali stampati a Venezia di David Sacerdote, dedicato forse ad Alfonso Felice d'Avalos (1575), di Ippolito Sabino dedicato ad Innico III d'Avalos nel 1581, e il libro di Giovanni de Macque (1587) dedicato a don Cesare d'Avalos d'Aragona, quello di Pasquale Tristabocca del 1590 dedicato al cardinale Innico d'Avalos d'Aragona.

### Ippolito Sabino e seguaci
Ippolito Sabino lancianese fu al servizio di Innico d'Avalos a Vasto, maestro di Orazio Crisci, di una ricca famiglia vastese, stampò libri di madrigali in volumi di Sabino nel 1587-89. La presenza del Sabino a Vasto era stata preceduta da quella di Francesco Paolo Sabino, probabilmente suo parente, che il 1 maggio 1581 stipulava un contratto per la costruzione di un organo nella chiesa di Santa Maria in San Salvo (l'attuale parrocchia di San Giuseppe). Il nome Sabino risale alla città commerciale di Lanciano, che nel XVI secolo ebbe un grande sviluppo economico e politico-ecclesiastico, venne riconosciuta sede diocesana, la chiesa di Santa Maria del Ponte fu elevata a insigne collegiata e poi cattedrale, l'arte organara appare assai fiorente, con maestri provenienti da Venezia nel 1542: i fratelli Andrea e Giacomo da Vicenza, la stessa famiglia Sabino era probabilmente di origine veneta, nel 1537 è già attestata la sua presenza presso la chiesa di Santa Maria Maggiore di Lanciano di un certo Alessandro Grandevo.
In questa città si attesta per primo Aurelio della Faya, musicista e sacerdote di origine francese, venuto a Lanciano come maestri di cappella nel 1561, amato dai cittadini, e ispiratore di Camillo e Ippolito Sabino, che gli fecero tenere i rispettivi primogeniti al fonte battesimale di Santa Maria Maggiore. I discepoli lancianesi dopo la sua morte nel 1573, Giovanni Battista Bossi e Aurelio Pittore, fecero stampare per i tipi di Angelo Gardano di Venezia, il secondo libro di madrigali a cinque voci, dedicandolo a Ferrante de Alarcón y Mendoza, marchese di Valle Siciliana (provincia di Teramo)
Il secondo nome lancianese è Ippolito Sabino, noto madrigalista, vissuto tra gli anni '40 del '500 e il 1593, pubblicò 14 volumi di musica, una trentina di raccolto musicali italiane ed europee, in gioventù ebbe la protezione di Cipriano de Rore; fu maestro di cappella, ebbe contatti culturali con altre zone italiane, nel Terzo libro di madrigali a cinque e sei voci con dedica a Francesco I de' Medici e Bianca Cappello, si ipotizza che ebbe contatti anche con lo stato mediceo, nel 1582 era attivo nella città lagunare, mentre in Abruzzo, oltre a Lanciano, fu attivo ad Atri e Ortona. In questa ultima città, nel 1575 Sabino pubblicò il libro Misse sex per Giovanni Agustino de Santis, canonico e vicario di Ortona, di cui si ricorda il pezzo "Quia vidisti me Thomas credidisti", che rimanda al culto dell'apostolo Tommaso, le cui reliquie sono conservate nella cattedrale, L'esistenza di una cappella musicale nella cattedrale ortonese è documentata solo nel 1584.
Nella città il maestro di cappella era eletto e stipendiato dal parlamento cittadino, a causa dell'incendio dell'archivio municipale nel 1799, si ha solo qualche nome del XVII secolo: Muzio Bruno di Fano, attivo nel 1593-1606 e il più famoso Adriano della Rota, attivo tra il 1584 e il 1616. Di origine fiamminga, Adriano giunse a Ortona al seguito della duchessa Margherita d'Austria, feudataria della città dal 1583 all'86, anno della sua morte; vi entrava infatti il 10 novembre dell'83, e pare che in quell'anno compose il madrigale "A sacro e divin nome", contenuto nel Primo libro dei madrigali a cinque voci. Fu attivo in quel periodo anche a Lanciano, Sulmona e infine ad Atri.
A Lanciano conobbe Ippolito Sabino, il quale fu temporaneamente attivo anche nella cappella della cattedrale atriana nel 1567-68, probabilmente anche nel 1579, mentre Camillo Sabino vi fu per tutto il decennio degli anni '60, alternandosi con i maestri Luca ed Eliseo Colo, don Costanzo, Geronimo, Detio Villa, di cui si ricorda la commissione dell'organo della chiesa dei Domenicani di San Giovanni presso Atri.

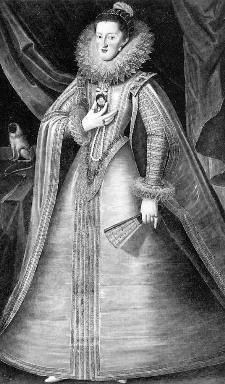
Margherita d'Austria, duchessa dell'Aquila e di Ortona

### Secondo periodo del circolo di Atri
Nella cappella atriana si attestano anche i nomi di don Lorenzo, morto nel 1586, mastro Gismondo (m. 1575), il canonico Iano Valerio Corvo (m. 1578) e vari musicisti napoletani, nonché don Tarquinio, Giovanni Battista Trullo, e dal 1593-94 Adriano della Rota, cui seguì nel 1598 Feliciano Caporicci, insignito insieme ad Adriano del titolo di "maestro di cappella". Oltre a Lupacchino, anche Cesare Tudino, i fratelli Sabino operarono come organisti nella basilica romana di San Giovanni, costituendo una sorta di "clan" abruzzese. Tudino vi lavorò come organista nel 1548, in età molto giovanile, cantore sin da giovanissimo, fu ospitato in istituzioni romane, e pare che si formò ad Atri, magari nella scuola di Fileon e Bevilacqua, fu poi canonico della cattedrale di Atri, in età adulta, dove operò come musicista, dal 1552 al 1591.
Frequenti rimasero i viaggi a Roma, nel 1554 era stato forse alle dipendenze di Gian Giacomo Trivulzio, marchese di Vigevano, al quale dedicò "Li madrigali a note bianche et negre cromatiche et napolitane a 4", pubblicazione dal taglio innovativo, sperimentale e originale, che rese Tudino uno dei compositori più rappresentativi del Manierismo musicale, fu poi presso la Corte Acquaviva ad Atri, dedicando al duca Giovan Girolamo I il Primo libro dei madrigali a 5 voci, del 1564, fondando anche il genere del madrigale spirituale; al figlio del duca: Alberto Acquaviva d'Aragona dedicò il primo libro della Missae Quinque Vocum stampato da Vincenti a Venezia (1589), si conserva poi il Primo Libro di Mottetti dedicato al cardinale Ottavio Acquaviva, fratello del duca Alberto, il volume Magnificat omnitotum a 4 e 8 voci, dedicato al vescovo di Atri e Penne Giovan Battista de Benedictis, infine le canzoni "alla napoletana" comprese in antologie dell'epoca. Morì nel 1591 circa, nel Museo Capitolare Atriano si conserva una lapide marmorea che riproduce un canone a quattro voci del musicista, dedicato a Santa Cecilia (1577). In un inventario del 1630 di padre Ambrogio Mares, maestro cappellano di Atri, si contano 63 libri di musica polifonica, tre stampe e manoscritti, soprattutto cinquecenteschi, con i musicisti elencati: Giovanni Pierluigi da Palestrina, Andrea Feliciani, Agostino Bendinelli "Zago", Giulio Belli, Giovanni Matteo Asola, Asprilio Pacelli, Francesco Soriano, Orfeo Vecchi, Scipione Dentice, Agostino Agazzari, Giuliano Cartari, Giovanni Croce, Orazio Colombani, Annibale Stabile, Vincenzo Ruffo e Ruggero Giovannelli.
Oltre alla corte della cattedrale di Atri, c'è anche quella palatina degli Acquaviva, di pari importanza in Abruzzo ai Marchesi d'Avalos. Tudino dedicò i propri libri ai membri degli Acquaviva: in particolare al duca Giovan Girolamo I, dopo Ippolito Sabino nel 1579, fu la volta di Rinaldo del Mel nel 1585, attivo nel ducato, ma anche a Chieti (1583-84), e L'Aquila (1586); molti suoi madrigali sono dedicati alla duchessa Margherita d'Austria, proprietaria anche del feudo aquilano, che andava a comporre lo "Stato Farnesiano" d'Abruzzo.

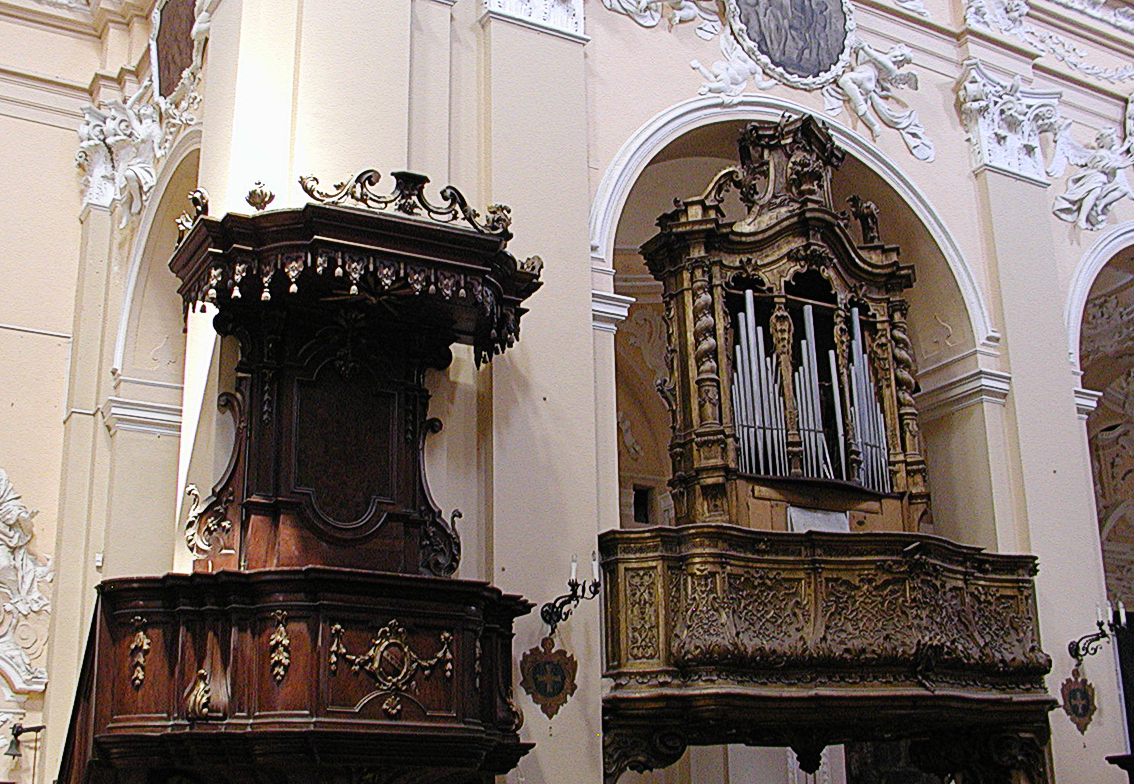
Sulmona, l'organo del 1602 della chiesa dell'Annunziata

Giovanni Girolamo I d'Acquaviva fu promotore delle arti nella sua corte, nel teatro palatino aveva il fulcro propulsore, il suo successore duca Alberto Acquaviva d'Aragona fu dedicatario di pubblicazioni musicali, oltre che del Tudino, ancora del Sabino nel 1570, e poi del fiammingo Philippe Rogier, maestro della Cappella di Corte a Madrid, con il Primo libro di mottetti a 4-8 voci edito presso Stigliola a Napoli (1595). Al cardinale Ottavio Acquaviva, figlio di Giovan Girolamo e fratello del duca Alberto, arcivescovo di Napoli nel 1605, furono dedicati 6 volumi di musica polifonica, da Cesare Tudino, Ippolito Sabino, Domenico Montella, Scipione Dentice, poi al Padre Claudio Acquaviva, fratello di Giovan Girolamo, generale dei Gesuiti, ci furono dedicazioni di madrigali spirituali: nel 1581 il Primo libro de' Madrigali spirituali a 5 voci di Filippo de Monte, una delle raccolte che hanno lasciato un'impronta decisiva nell'evoluzione di questo genere.

### Seguaci di Sabino nel teramano
La terra di Tossicia nel teramano, detta Marchesato della Valle Siciliana, un tempo feudo della Contea di Manoppello, in quel tempo era posseduta da don Fernando de Alarcón y Mendoza. nella citazione di Serafino Razzi, si testimonia come il marchese si dilettasse di musica, e come presso il palazzo baronale di Tossicia fossero invitati musicisti, che si esibivano nella cappella palatina, dotata di organo apposito. In seguito al de Faya, si testimonia Francesco Orso da Celano, che nel 1567 dedicò il Primo libro di Madrigali a 5 al Marchese de Alarcón y Mendoza; tale Orso morì a Napoli circa nel 1581, i suoi madrigali cromatici sembrano ricordare quelli di Tudino, nell'introduzione dell'opera al lettore spiega le sue novità tecniche, per il modo di comprendere le decodificazioni e le alterazioni del tema Fu autore di villanelle alla napoletana, di cui ne compaiono 7 nelle raccolte Canzoni napolitane a tre, composte da L'Arpa, Cesare Todino, Joan Dominico da Nola.

### La tradizione napoletana nell'area peligna
La tradizione della "napolitana" si radicò molto presto in Abruzzo, lo stesso Sabino pubblicò alcuni madrigali alla napolitana a quattro, cinque e sei voci, nel Terzo libro di madrigali a cinque et sei voci; poi Francesco Mazzoni, compositore abruzzese, pubblicò due libri di Napolitane e tre voci nel 1576: egli fu cantore presso la Cattedrale di Treviso. Poi un tal Marcantonio Mazzone di Miglianico pubblico una raccolta di Canzoni nel 1571 con napolitane a tre voci, incluse alcune di Tudino e di Orso di Celano.
In Sulmona, il principe Carlo di Lannoy, che fu il primo feudatario della città dopo l'entrata nel Vice regno spagnolo carolino, sembrò essere un altro protettore della musica: a lui è dedicato il Primo libro di madrigali a 5 del 1564 di Francesco Menta, compositore di origini fiamminghe, attivo a Napoli, al successore Orazio di Lannoy è dedicato il libro di Gaspare Fiorino, e alla duchessa di Atri, moglie di Alberto Acquaviva. Non si hanno precise notizie su un circolo culturale della famiglia Lannoy a Sulmona, più certa è l'attività di Bernardino Scaramella di Palena, con il Primo libro di madrigali a 5 voci del 1591, dedicato a Realto de Sterlich, feudatario di Penne.
Nel territorio marsicano si ricorda, dopo Orso, anche Giacomo di Celano, autore di un brano in raccolta del 1592, nella vicina Rocca di Mezzo si ricorda l'antifonario mariano del 1519, presso la chiesa di Santa Maria della Neve, successivamente integrato in numerose testimonianze manoscritte cinquecentesche di musica polifonica di vago gusto francese. Tra queste si aggiunge il mottetto di Josquin Desprez "Tu solus qui facis mirabilia" e altri brani di carattere sacro di autori di cui si conosce solo il nome: Laurentius Gaspard e Johannes de Oleo. Tra questi brani appare anche una villanella alla napolitana a tre voci, "Se tu mi voi morto" forse di Tudino; nel 1594 veniva costruito l'organo della chiesa madre di Rocca di Mezzo, opera di don Stefano Fabri, mentre nel 1604 è documentato l'organista Filippo Franitti.

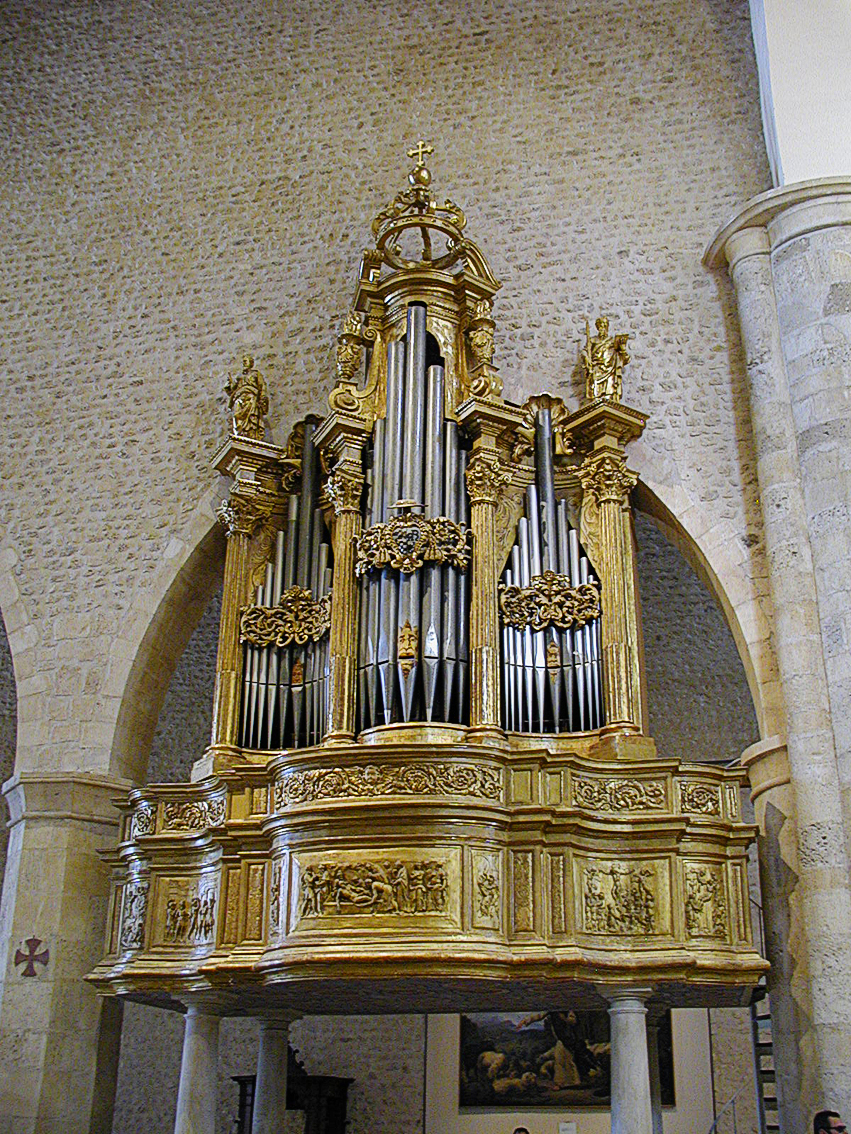
Organo della Basilica di Santa Maria di Collemaggio

### Madrigalisti aquilani
Da Montereale, poco distante dal capoluogo, proveniva il madrigalista Serafino Candido, che pubblicò mascherate che sembrano per motivi diversi anticipare la commedia madrigalesca di fine Cinquecento. Anche Candido come i precedenti nomi aquilani di Serafino Aquilano, lasciò l'Abruzzo per raggiungere altre città, come Augusta, dove compose Delle maschere musicali nel 1571, con dei brani scritti per il trionfale ingresso di Margherita d'Austria all'Aquila.
Pasquale Tristabocca, che fiorì una decennio più tardi, fu proprio dell'Aquila: si dedicò al genere leggero, nello stile della canzonetta, molto in voga in quegli anni, a Firenze. Nel suo Secondo libro de' madrigali a 5 voci del 1586, c'è la dedica a Bianca Capello, granduchessa di Toscana, e include un brano in 3 parti "Cantai un tempo" sui versi di Giovanni de' Bardi, conte di Vernio. Se L'Aquila esportò musicisti nell'Italia, la città accolse musicisti stranieri al servizio delle chiese e delle istituzioni politiche, come Fabio Costantini compositore marchigiano, che iniziò la carriera alla fine del '500 presso il Vescovado Aquilano, seguendo il vescovo anche negli incarichi a Orvieto, Ancona, Ferrara.
Prima di Costantini nell'Aquila sono documentati nel 1573 i fratelli Giovanni e Jacopo Flori, appartenenti alla famiglia di musicisti olandesi, poi Joannes Verius, compositore fiammingo della cerchia di Margherita d'Austria, attivo tra il 1583-86, che fu citato anche da Pietro Cerone per la stesura del "El melopeo y maestro".
In Napoli, l'aquilano Gioseffo Cacchio fu tipografo, figura fondamentale per l'introduzione nella città dell'intavolatura per cembalo in Italia, soprattutto per la pubblicazione nel 1576 de "L'Intavolatura de cimbalo", con le canzoni di Antonio Valente.

### Il mecenatismo atriano del libretto
Nel XVII secolo c'è una grave mancanza di citazioni per le città di rilievo abruzzesi quali Chieti, Penne, Avezzano: il fatto non è dovuto all'assenza di musicisti e alla decadenza delle arti, piuttosto per la stessa mancanza di pubblicazioni a stampa, date le carestia e una crisi economica generale che afflisse la regione. Al posto delle tipografie locali, si preferisce stampare le opere a Venezia o Napoli, questa città risultò più congeniale ai compositori abruzzesi, eccettuata la sacca della corte atriana degli Acquaviva, che dal cardinalato di Ottavio divenne il punto di collegamento principale della musica con l'Abruzzo.

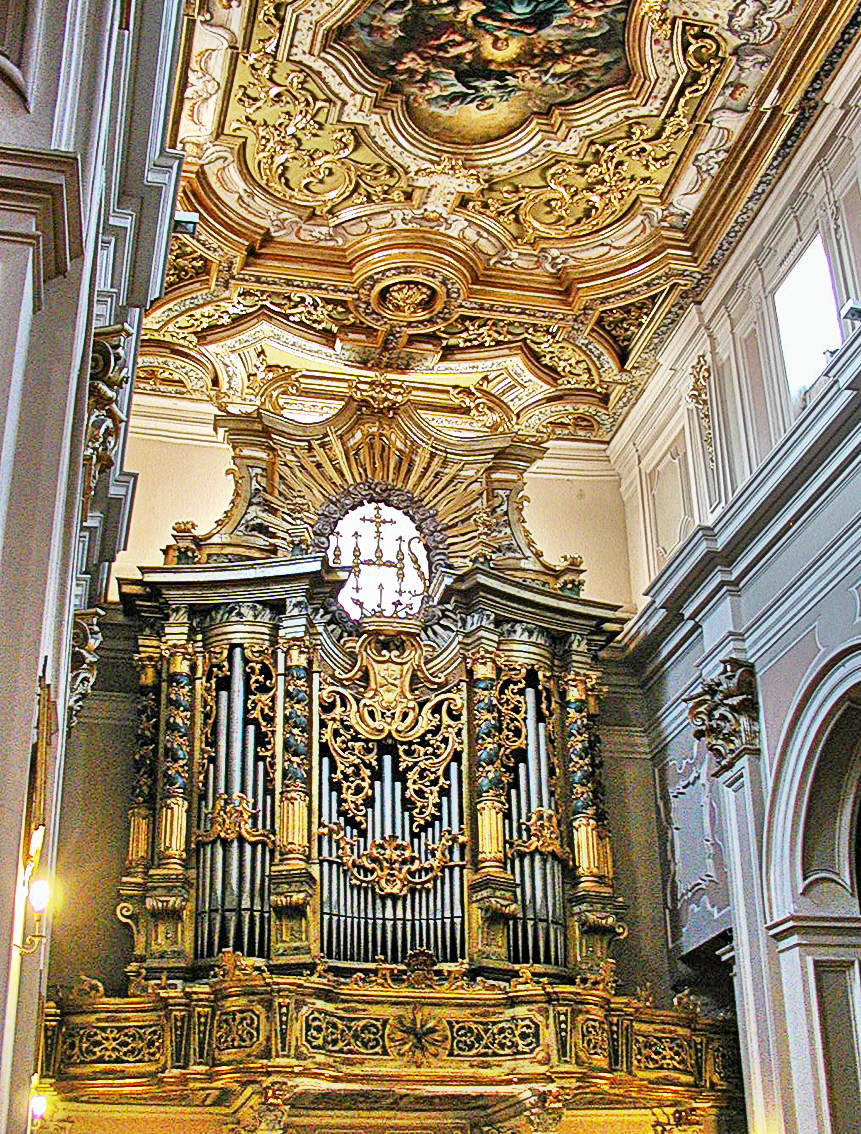
Organo della basilica di San Bernardino, L'Aquila

A Roma andarono i Tudino, dal libro della procuratoria del 1629 del Capitolo della Cattedrale di Atri, si ha notizia di un maestro di cappella, Giovanni Antonio Todino, probabilmente l'autore delle due canzonette "Vedi l'alba o bella Clori - Se perch'io viva in pianti e me consumi", che aprono un volume del 1622 stampato da Robletti a Rom: Vezzosetti fiori di varii eccellenti autori. Alcuni ipotizzano che Giovanni Antonio fosse un parente di Cesare Tudino, così come il drammaturgo atriano Pietro Paolo Todini. Nella città si hanno i drammaturghi Francesco Gasbarrino, che nel 1627 pubblicò "L'Atriana incognita amante", dedicata la duca Francesco Acquaviva d'Aragona, con quattro intermezzi cantati. Il periodo atriano del Seicento è costellato dalla produzione teatrale musicale, iniziando da Pierluigi Ciapparelli, che compose un'opera per il matrimonio del duca d'Atri Giovan Girolamo con Lavinia Ludovisio nel 1682, poi "L'Ulisse in Feacia", anche se alcuni vogliono che sia dell'Acciaiuoli con musica di Antonio del Gaudio, poi un dramma di Calderon de la Barca, il cui libretto conservato nella Biblioteca Casanatense di Roma, recita che fu rappresentato nel palazzo del duca d'Atri.
Il Celos aùn del aire matan, uno dei primi esperimenti di opera in musica in lingua spagnola, fu musicato nel 1660 dall'arpista e compositore Juan Hidalgo, in occasione per il matrimonio di Maria Teresa d'Austria con Luigi XIV di Francia, e fu ripreso alla napoletana, rappresentando un evento mondano di grande richiamo in Italia. Ciò fu ripreso anche nel palazzo dei duchi di Atri in Napoli, come scrive il giornale di Francesco Zazzera nel 1617. Nel 1624 il libretto de Il parto della Vergine. Rappresentatione spirituale di Marcantonio Perillo è una delle prime rappresentazioni spirituali, rappresentata presso il palazzo del duca d'Atri. In quest'epoca era al governo il duca Giosia II, morto nel 1620, mentre il libretto si rifaceva al De partu Virginis di Jacopo Sannazaro, pubblicato nel 1524, con dedica al duca d'Atri Andrea Matteo III

### Altre scuole abruzzesi
Oltre al mecenatismo degli Acquaviva, si attesta in Abruzzo l'attività di Ambrosio da Cremona, maestro di cappella a Ortona nel 1636, che dedicò il Primo libro di madrigali all'abate Ottavio Acquaviva. Anche qui si ha la testimonianza della composizione d'occasione, ossia per i matrimoni fastosi delle coorti, ancor di più per gli Acquaviva. Nel 1629 l'ex maestro di cappella Adriano della Rota, pieno di riconoscenze per antichi servigi, indirizzava da Ortona al Capitolo Atriano, mentre era cappellano Ambrogio Mares, il quale nel 1643 ricopriva il ruolo di maestro di cappella nella cattedrale di Lanciano.
Il Marchese d'Avalos don Cesare, da non confondere con Cesare Michelangelo, a Napoli nel 1695 presso Palazzo Roccella fece eseguire dei canti, a Montereale nel 1603 veniva fatto rappresentare Il finto pazzo di Cristoforo Sinicio da Tossicia, nel palazzo Ricci a Capitignano, con l'aggiunta di un prologo e quattro intermezzi musicati. In quest'epoca all'Aquila si era sviluppata l'attività melodrammatica, nel 1658 per festeggiare la nascita di Filippo Prospero di Spagna, figlio di Filippo IV, venne allestito nella Basilica di Santa Maria di Collemaggio un melodramma di Giuseppe Ardinghelli di autore ignoto, che riscosse molto successo, così come un'altra messa in scena di Carlo Antonelli, di tipico stile melodrammatico, con cambi di scena, macchine volanti, prospettive illusionistiche.
Nel 1669 si ha la testimonianza della raccolta Melpomene sacra: Drammi musicati di don Teodoro Vangelista dedicati alla signora donna Aurelia Carafa Caracciolo di Barisciano, andata perduta, che conteneva 8 libretti di melodrammi del canonico aquilano Tedoro Vangelista, musicati dal sacerdote Giovanni Antonio Capece. Il Capece nel 1617 fu al servizio della cattedrale di Sulmona, e suo figlio Alessandro, avuto prima di farsi prete, divenne maestro di cappella nel Duomo Aquilano.

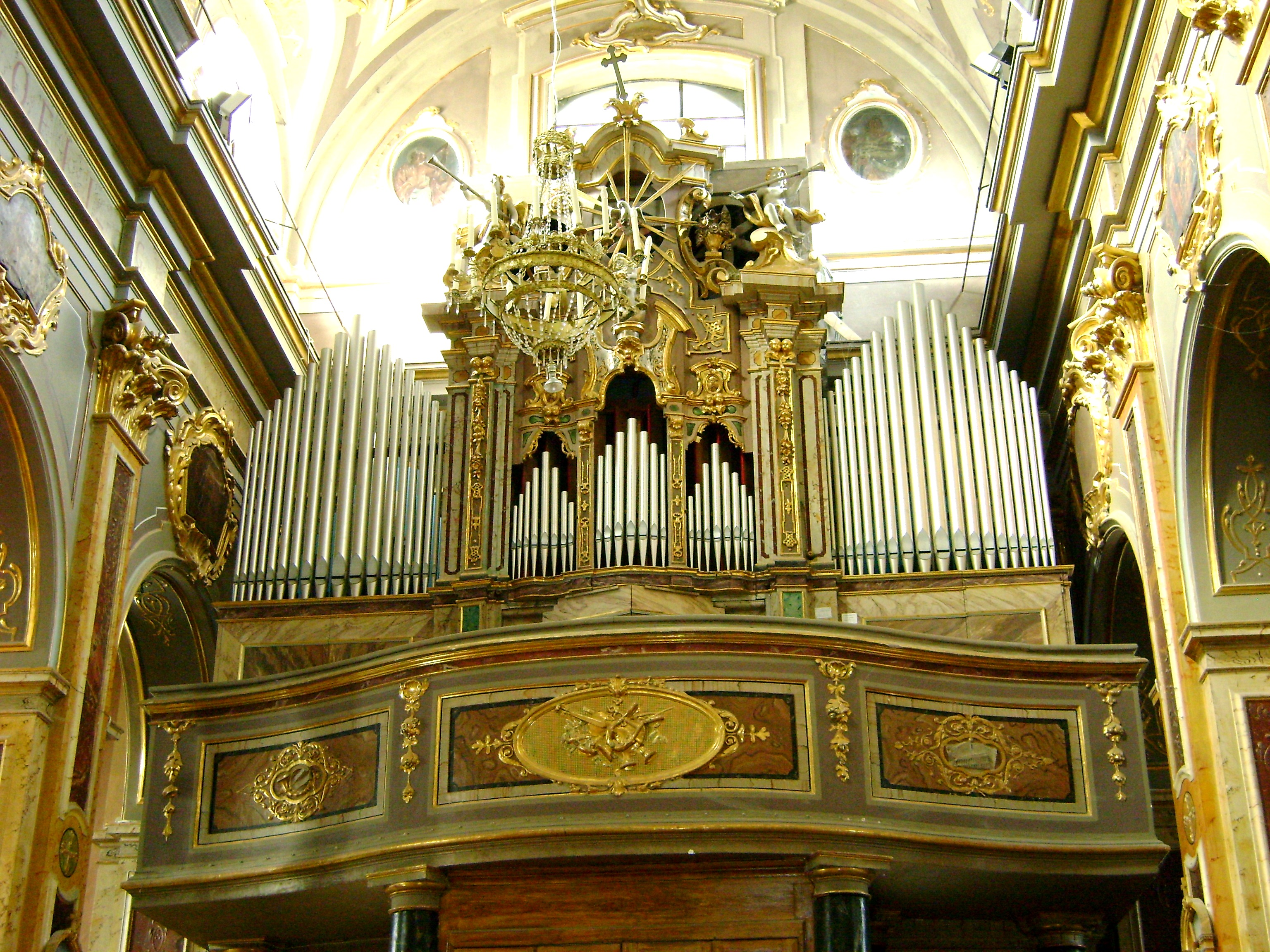
Organo della Cattedrale di Atessa

L'Aquila dunque appare come una città votata al melodramma, nel 1616 fu costruito il primo teatro civico presso l'ex ospedale di San Salvatore, nel monastero di Sant'Agnese, ampliato nel 1643 da Pompeo Colonna e decorato da Francesco Bedeschini, di un'illustre famiglia di architetti, scultori e pittori nel 1673 che per quasi un secolo fu attiva all'Aquila. Veniva tuttavia praticata ancora la musica del madrigale, poiché nel Fondo Dragonetti dell'Archivio di Stato dell'Aquila, è conservata una serie di volumi risalenti al XVII secolo, di autori come Fontanelli, Stella, Kapsberger, Monteverdi, Rossi, Montella, D'India e Pecci.
A Sulmona il rinnovamento è percepito dall'organo monumentale del 1602 della chiesa della Santissima Annunziata, opera di Luca Blasi, parzialmente distrutto dal terremoto del 1706: si ricorda la già citata attività di Alessandro Capece, il mecenatismo di Marcantonio Borghese nipote di Paolo V, e dell'organista Ottavio Catalani.
Benché manchino le fonti, anche Chieti dovette essere un vitale centro musicale, si sa solo della presenza di Ludovico Torti, documentato nel 1607 come maestro di cappella della Cattedrale di San Giustino (pubblicò il Libro di Messe e Inni op. 3, 1707), poi ci sono Alessandro Grinia, Flaminio Riccio, Giustino Adriano e Donato Antonio Mitiano.
A Chieti lavorò anche Ortensio Polidori tra il 1639-46, andato poi a Palermo, che dedicò all'arcivescovo Stefano Sauli il suo libro di Salmi a otto voci op. 16 nel 1646. Prettamente teatini sono i compositori Giacomo Fornaci, monaco benedettino vissuto nei primi anni del Seicento, autore di Amorosi respiri musicali a 1-3 voci, Venezia 1617, poi Gaetano de Stefanis, attivo alla fine del secolo, anche in Spalato e Bologna e presso la cattedrale di Forlì. Non lontano da Chieti, si attestano a Spoltore Alessandro Aglione, compositore dell'Ordine dei Predicatori (attivo tra il 1599 e il 1621), Pietro Marchitelli e Gennaro Ursino. Il primo di Villa Santa Maria (1643 ca - 1729) proveniva dal conservatorio di Santa Maria di Loreto a Napoli, la sua arte di violinista fu paragonata da Burney a quella del celebre Arcangelo Corelli, per oltre cinquant'anni fu violinista della cappella reale di Napoli, tra gli allievi si ricordano gli abruzzesi Michele Mascitti di Villa Santa Maria e Giovanni Sebastiano Sabatino da Chieti
Gennaro Ursino nacque nel 1650 a Roio del Sangro, vicino a Villa, studiò al Conservatorio della Pietà dei Turchini sotto la guida di Giovanni Salvatore, divenendo assistente del direttore di conservatorio, Francesco Provenzale, al quale succedeva nel 1701. La sua opera, andata quasi perduta, comprendeva "La commedia Pandora" del 1690, lo scherzo "Il trionfo della Croce nella vittoria di Costantino" del 1690 e la favola "Iratus in coelus impetus" del 1697
Gli ultimi musicisti di rilievo del XVII secolo sono Giuseppe Corso di Celano e Bonifacio Graziani: il primo fu attivo nel 1712, fu maestro di cappella a Roma presso Santa Maria Maggiore, poi San Giovanni in Laterano e Sant'Apollinare, poi andrò ad Assisi, Loreto, Narni, Napoli, morendo nel 1690. Bonifacio Graziani sarebbe nato a Rocca di Botte, al confine abruzzese col Lazio, intorno al 1605, si trasferì a Marino Laziale, fu attivo a Frascati, poi Roma sotto la guida del Cardinale Colonna, e oggi di lui si ricordano 25 brani di musica sacra.

### Dal Settecento all’Ottocento
Nell'ambito di musica seria, uno dei primi compositori abruzzesi fu Fedele Fenaroli, originario di Lanciano, vissuto nel Settecento e compositore di musica sacra e da camera a Napoli, seguito da un altro lancianese, il compositore di musica sacra Francesco Masciangelo; a Chieti, uno dei più noti compositori settecenteschi fu Saverio Selecchy, che realizzò il Miserere del Salmo 50, a Sulmona Federico Barone che ugualmente scrisse un Miserere, e a Penne Nicola Monti con il suo Miserere per la Confraternita dell'Annunziata.

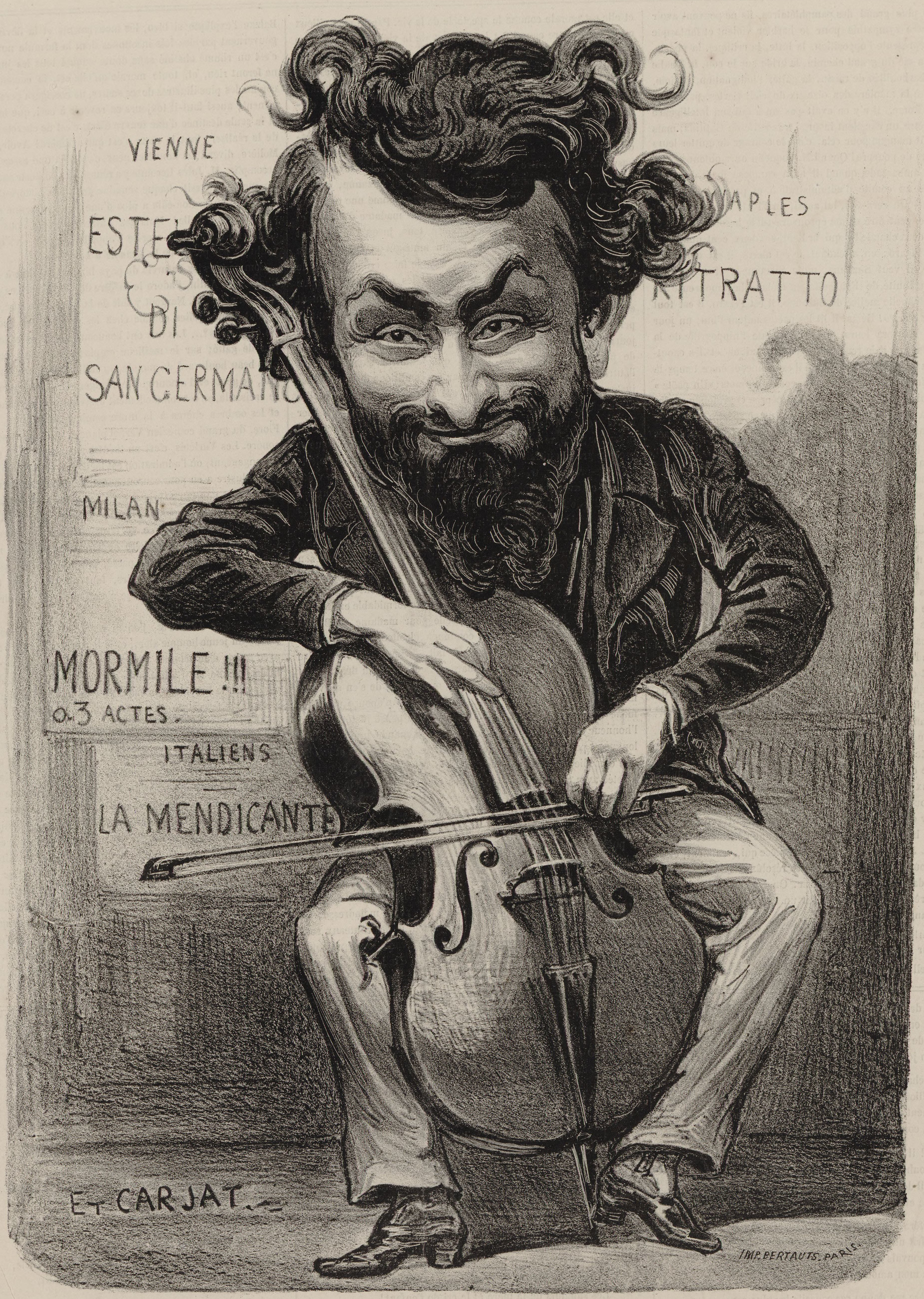
Gaetano Braga ritratto da Étienne Carjat

Un noto musicista classico abruzzese fu Gaetano Braga, nato a Giulianova (1829-1907); Braga iniziò a rivelare la sua passione per la musica in giovane età. Ebbe la possibilità di studiare a Napoli, dove ebbe tra i suoi insegnanti Saverio Mercadante. A 14 anni decise di dedicarsi in particolare allo studio del violoncello, strumento col quale si esibì in concerto per l'Europa, suonando in molte città tedesche, a Vienna, Parigi, nonché a Firenze, dove fu sempre accolto con entusiasmo. Come compositore raggiunse l'apice del successo con le opere Il ritratto, Reginella e Caligola. Nel 1860 scrisse il "Mormile" che, rappresentato alla Scala, si rivelò un insuccesso.  Dopo questa avvilente parentesi, tornò a Milano dove compose tra l'altro un Ruy Blas, da Victor Hugo, che non fu mai rappresentato poiché la giuria del Teatro alla Scala gli preferì l'omonima opera di Filippo Marchetti. Braga morì all'età di 76 anni a Milano.Nel secondo Ottocento, nell'ambito del rinnovamento culturale individualista della letteratura, pittura e musica, a Ortona nacque Francesco Paolo Tosti, che compose romanze e musiche da camera, come A vucchella, testo scritto dall'amico Gabriele D'Annunzio, o la canzone abruzzese "La viuletta" scritta dall'amico Tommaso Bruni, Marechiare, Vorrei morire!, Torna caro ideale, Luna d’estate, Sogno, Malia e tante altre. Nacque a Pescara il compositore Vittoriano Pepe, anche lui assiduo frequentatore del cenacolo michettiano di Francavilla al Mare dove nacque nel 1867, il compositore e direttore d’orchestra Ettore Montanaro, autore di musica sinfonica e di colonne sonore e di alcune romanze su testi di Gabriele D'Annunzio.

### Francavilla al Mare e i compositori di colonne sonore

Alessandro Cicognini, autore delle colonne sonore di Sciuscià, Ladri di biciclette, Pane amore e fantasia, La banda degli onesti.

Francavilla nel corso degli anni è stata una fucina di autori di colonne sonore per il cinema.
Il suo esponente più celebre fu il compositore Alessandro Cicognini (1906-1995), considerato uno dei padri della musica da film e autore di oltre trecento colonne sonore tra cui i film che vinsero il Premio Oscar Sciuscià  e Ladri di biciclette di Vittorio De Sica. Visse a Francavilla al Mare dove mantenne la residenza sino agli anni Ottanta. È autore delle musiche dei maggiori capolavori del regista Vittorio De Sica, tra cui Miracolo a Milano, Umberto D., Stazione Termini, L'oro di Napoli, Il giudizio universale. Collaborò con Luigi Comencini, Pane, amore e fantasia, e con Mario Monicelli, Padri e figli, Guardie e ladri firmando, inoltre, le musiche di Don Camillo e le colonne sonore di altri celebri film quali Totò, Peppino e i fuorilegge, La banda degli onesti, Siamo uomini o caporali. A Francavilla al Mare, nacque il compositore e direttore d’orchestra Ettore Montanaro (1888-1967) autore di musica sinfonica e di musiche da film tra i quali vanno sottolineati alcuni titoli che lo resero celebre: I due misantropi composto nel 1937 in collaborazione con l’allora giovanissimo Alessandro Cicognini, La portatrice di pane con il quale fu premiato al Festival di Vichy diretto da Maurice Cloche,  La notte delle beffe interpretato da Amedeo Nazzari e Alberto Sordi. La vocazione di Francavilla al Mare città dei compositori di musica da film si rinnova anche negli anni Duemila con i compositori Bruno Zambrini e Davide Cavuti. Bruno Zambrini, nato il 5 aprile 1935 a Francavilla al Mare, è autore di numerose colonne sonore e musiche per film comici e musicarelli, tra cui quelli del regista Neri Parenti (quasi tutti quelli della serie su Ugo Fantozzi) e della serie televisiva degli anni settanta Qui squadra mobile e per altre pellicole di grande successo come Notte prima degli esami, Femmine contro maschi, Maschi contro femmine, Ex; Zambrini è entrato nella storia della musica leggera italiana come compositore di brani di enorme successo per Gianni Morandi (Non son degno di te, In ginocchio da te, Se non avessi più te, La fisarmonica,  Un mondo d'amore, In amore) per Patty Pravo (La bambola), per Mina e Domenico Modugno.

### Dal Novecento a oggi
Nel Novecento, vissero e operarono in Abruzzo altri musicisti e compositori di area classica, tra cui il teramano Pietro Di Sabatino (1913-2002) trombettista, compositore, direttore d'orchestra, docente di strumenti a fiati e il francavillese Gaetano Catena (1867-1948), interprete di cornetta, solista di numerose Orchestre, si esibì in Italia e all’estero nel repertorio operistico composto da Giuseppe Verdi, Gaetano Donizetti, Pietro Mascagni.
Negli anni Duemila, molti musicisti abruzzesi hanno varcato i confini nazionali con la loro musica: il direttore d'orchestra Donato Renzetti, il pianista celanese Nazzareno Carusi, il pianista teatino Toni Pancella, il pianista e compositore teramano Paolo Di Sabatino, il fisarmonicista e compositore francavillese Davide Cavuti, i violinisti Francesco Manara, Ettore Pellegrino, Antonio Scolletta, il fisarmonicista, pianista e compositore teramano Daniele Falasca, il violoncellista pescarese Luigi Piovano, il violoncellista, compositore e direttore d’orchestra teramano Enrico Melozzi, i clarinettisti Bepi D’Amato, Gennaro Spezza, il sassofonista Max Ionata, i fisarmonicisti Massimiliano Pitocco, Renzo Ruggieri, i chitarristi Mauro De Federicis, Franco Finucci, i contrabbassisti jazz Maurizio Rolli, Luca Bulgarelli, i batteristi Lorenzo Tucci, Marcello Di Leonardo, Glauco Di Sabatino, i cantanti lirici Carmela Remigio, Donata D'Annunzio Lombardi, Ildebrando D'Arcangelo, Nunzio Fazzini.

### Musica leggera

Ivan Graziani in concerto nel 1981; dietro di lui alla batteria Gilberto "Attila" Rossi

Per la musica leggera, tra i cantanti raggiunse la notorietà Ivan Graziani di Teramo, cantautore e chitarrista di genere pop e rock, autore di numerose canzoni di successo tra cui Pigro, Agnese, Firenze (canzone triste) da alcuni ritenuto il suo più famoso successo e con il quale partecipa al festivalbar 1980 nello stesso anno, pubblicato su 45 giri, raggiunge la quinta posizione, restando in hit parade per trentasette settimane. Spiccano anche Isabella sul treno, Dada, Radio Londra, Angelina e Tutto questo cosa c'entra con il Rock & Roll.

Accanto al cantautore teramano, altri artisti abruzzesi famosi sono Giò Di Tonno, vincitore del Festival di Sanremo 2008 in coppia con la cantante argentina Lola Ponce, Franz Di Cioccio, fondatore della band storica italiana della PFM, Gianluca Ginoble, componente del trio Il Volo vincitori del Festival di Sanremo 2015, 

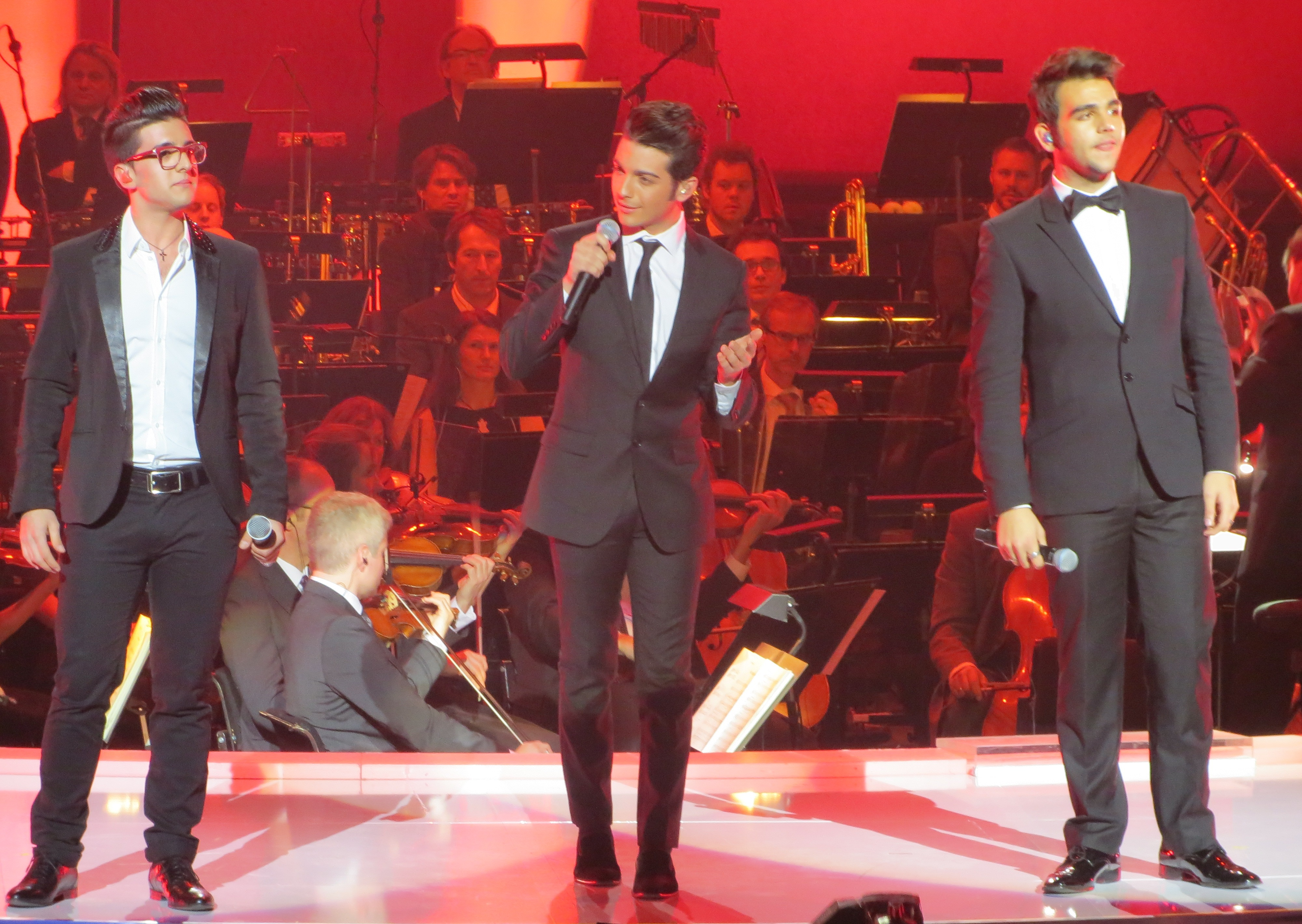
Il Volo al concerto per il Premio Nobel per la pace 2012

Piero Mazzocchetti, terzo classificato al Festival di Sanremo 2007 e i cantanti Simona Molinari, Luca Di Risio, la band La Differenza, Antonella Bucci (storica collaboratrice di Eros Ramazzotti) che vantano partecipazioni con successo al Festival di Sanremo e a trasmissioni televisive. Per quanto concerne il cantautorato,  l'Abruzzo vanta due nomi di assoluto prestigio quali Grazia Di Michele, autrice e cantante di successi come Le ragazze di Gauguin, il cui singolo Sha-la-la viene presentato al Festivalbar. Ha partecipato anche a quattro edizioni del Festival di Sanremo: quella del 1990 con Io e mio padre, quella del 1991 con Se io fossi un uomo e a quella del 1993 cantando in coppia con Rossana Casale Gli amori diversi e, nel 2015, con il brano Io sono una finestra in coppia con Platinette.
Molto apprezzato il medico-artista Mimmo Locasciulli, cantautore raffinato nato a Penne, partecipa al Festival di Sanremo 1985 con il brano Buona Fortuna e ha collaborato con grandi artisti quali Francesco De Gregori, Enrico Ruggeri, Paola Turci, Goran Kuzminac, Paolo Fresu e molti altri. Il genere rock e popolare è stato, inoltre, interpretato con successo dai cabarettisti Nduccio (nome d'arte di Germano D'Aurelio), e da Vincenzo Olivieri con la pubblicazione di numerose canzoni e rivisitazioni di brani popolari abruzzesi e della musica leggera italiana.

## Musica popolare
Medioevo.

Camillo De Nardis

Della musica abruzzese ci si possono fare delle idee partendo dall'ambito medievale. Naturalmente, vista la presenza di monasteri benedettini, le variazioni abruzzesi dei canti gregoriani dovettero essere la componente principale di questa categoria artistica. Dei testa pentagrammati ancora integri risalgono al XIV secolo-XV secolo, e altri alle epoche successive. Dunque si può stabilire che la musica in Abruzzo non ebbe un'anima propria, così come il teatro, sino ai tempi recenti. Nell'800 Antonio Casetti, Tommaso Bruni e Gennaro Finamore documentarono trascrivendoli i primi canti della tradizione orale abruzzese.
Dal Cinquecento all'Ottocento
Dal Cinquecento in poi vennero documentati validi musicisti, per lo più compositori di musiche sacre: uno dei più remoti è Serafino de' Cimminelli dell'Aquila. Nel corso dell'Ottocento e del Novecento ci furono maestri e direttori d'orchestra civica, come Camillo De Nardis, Raffaele Persiani,Domenico Ceccarossi, Antonio Di Jorio e Melchiorre De Filippis Delfico.
In ambito popolare, Antonio De Nino e Gennaro Finamore nelle loro raccolte, trascrivono canzoni abruzzesi dalla viva voce di popolo, alcune di queste sono ancora oggi eseguite, come "La campagnola -Lamento della vedova - Mo ve mo va - Tutte le fontanelle- La jerve a lu cannete - All'orte - Canto delle lavandaie - Il canto di Rinaldo".
Il compositore Francesco Paolo Tosti trascrisse e rielabora al pianoforte una raccolta di 15 Canti Abruzzesi di cui di ricordano "Chitarrata abruzzese - Dammi un riccio dei capelli - Mi dicon tutti quanti montagnola"; un collega di Francavilla Ettore Montanaro fu più meticoloso e nel 1924 pubblicò 2 raccolte con spartiti di Canti della Terra d'Abruzzo. Trattasi del primo studio sistematico dei canti popolari.
Le rassegne canore delle Maggiolate
Durante il fascismo, nei primi anni '20, iniziarono ad essere realizzate delle manifestazioni folkloristiche che rievocavano e celebravano la tradizione popolare abruzzese, dove i poeti e i musicisti si cimentarono nella realizzazione di nuove canzoni d'autore, come Vola vola vola - Lu pescatore - Vuccuccia d'ore e altre, presentate ai festival delle Maggiolate di Ortona (dal 1920 fino al 1976 per un totale di 29 edizioni); della Settimana abruzzese di Pescara del 1923 organizzata da Luigi Antonelli e Zopito Valentini.
I massimi esponenti furono Luigi Dommarco, Cesare De Titta, Luigi Illuminati, Guido Albanese, Ettore Monatanaro, Nino Saraceni, Guido Giuliante, Eduardo Di Loreto, Pierino Liberati, Oberdan Giangrande ed Evandro Marcolongo, Antonio Di Jorio e altti
Da una parte, nel primo filone di musica popolare, abbiamo pezzi anonimi registrati nei primi anni del Novecento, ma anche nella seconda metà del scolo fino ad oggi e trascritti, come Lamento di una vedova - Scuramaje, Sant'Antonie a lu deserte - I canti del lavoro in campagna - I canti del corteggiamento - I pianti funebri - Tutte le fontanelle - L'Acquabbelle - La jerva e lu cannete.
Nelle Maggiolate nate a Ortona nel 1920 con Guido Albanese, padre Settimio Zimarino e Antonio Di Jorio, la scelta era per canzoni abruzzesi d'autore con paroliere e compositori che presentavano le canzoni con dei cori provenienti da vari paesi attorno Ortona. Parteciparono anche cori dal Mise e dall'aquilano, compresi poeti quali Vittorio Clemente e Eugenio Cirese. Le canzoni dovevano esaltare, secondo la giuria, le qualità dell'Abruzzo e degli abruzzesi; i cori d esibiranno in costume tipico, anche se spesso questi erano una rivisitazione di costumi antichi.
La Maggiolata di Ortona ebbe delle rassegne canore che la imitatori o come la festa delle Canzoni di Lanciano del 1921, la festa del Mare di San Vito del 1923 e 1926, la festa delle canzoni a Castel Frentano, nelle quali si esibiranno i poeti e musicisti locali come Giulio Sigismondi, Vito Olivieri, Cesare Fagiani, Aniello Polsi, Eduardo Di Loreto, Pierino Liberati ecc.
Per L'Aquila e dintorni ci sono i pezzi del genere dei canti della montagna, comeNovantanove (che celebra la fondazione della città), e musiche d'autore come J'Abbruzzu (1948) scritto da Carlo Perrone e Nazareno de Angelis, e L'Aquila 'bbella me scritto da Lolli e Berardi, che furono i massimi esponenti del periodo iniziale della Corale "Gran Sasso" nata nel 1955.
Verso la metà dell'800 ci fu in Abruzzo un interesse da parte dei primi specialisti riguardo alla musica popolare, e alle sue varie sfaccettature per la diversità delle stesse, che venivano eseguite in maniera eterogenea nelle macroregioni della Marsica, della Frentania, della conca Amiternina, del Teramano e del Pescarese. Il pioniere di questi primi studi fu Francesco Paolo Tosti, che nutriva una forte passione per il canto popolare, insieme all'amico Gabriele D'Annunzio; altri studiosi più specializzati furono Gennaro Finamore, Cesare De Titta, Luigi Dommarco, Ettore Montanaro, Antonio Piovano, Imola Galli, Domenico Lanci.
Se Tosti ebbe il merito di iniziare queste ricerche nel 1888 in occasione di una festa che si tenne a Francavilla al Mare, luogo che frequentava abitualmente per la presenza dell'amico Francesco Paolo Michetti nel suo "conventino", Luigi Renzetti, Roberto Angelini e Francesco Tancredi avviarono veri e propri studi d'approfondimento, oltre ad essere loro stessi protagonisti compositori di pezzi in dialetto locale. A Francavilla Tosti presenziò a una sorta di festival dove venne presentato il pezzo "Se 'na scingiata te putesse dà" di Tommaso Bruni, con la sua musica, nota poi come "La viuletta", musicata dal Tosti. Altri studiosi furono Antonio Di Jorio, celebre compositore atessano di musica da banda, Guido Albanese e Settimio Zimarino. In tale contesto si costituirono dei veri e propri festival come la Maggiolata Ortonese, le Settembrate Abruzzesi, i Canti della Montagna, i Canti del Mare e il festival di Francavilla.

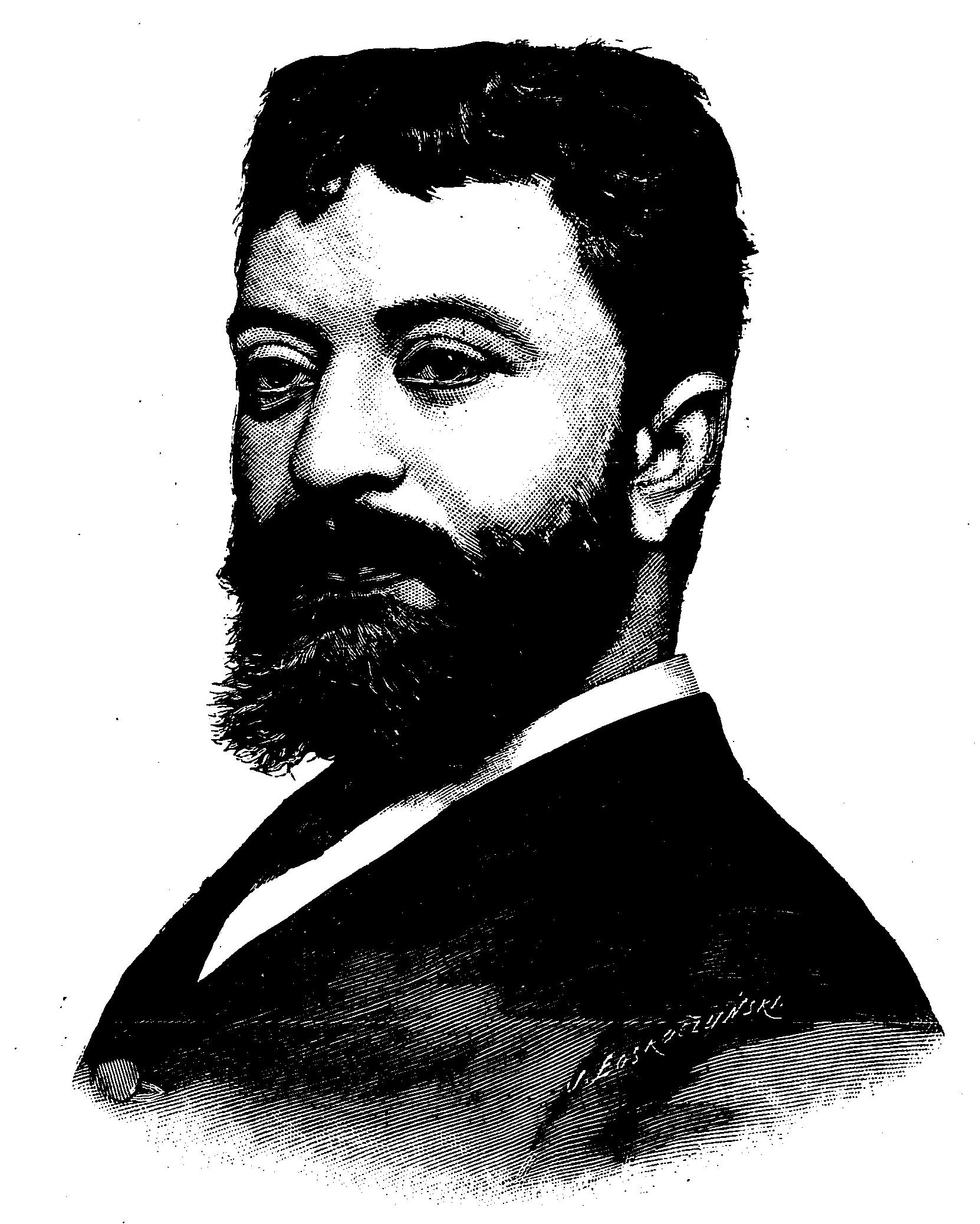
Francesco Paolo Tosti

Se da un lato l'interesse per la canzone tradizionale abruzzese si rinnovò con nuove composizioni, molti pezzi erano già esistenti, trasmessi dai popolani oralmente, e vennero trascritti da questi studiosi, ad esempio le ballate del Sant'Antonio o il Canto delle lavandaie o ancora i Saltarelli elaborati da De Nardis.
Anche Finamore dette il suo contributo, pubblicando anche due volumi di Novelle popolari abruzzesi per Carabba editore (Lanciano). Nel primo Novecento (1911-1919) Arturo De Cecco con Francesco Tancredi organizzarono i festival di Francavilla, mentre a Lanciano nel 1896 si tentavano nuovi esperimenti canori col maestro e storico Luigi Renzetti e il fratello Camillo. Un percorso formativo vero e proprio a Lanciano ci fu tra il 1921-22, ma ebbe vita breve. Nel 1920 a Ortona nacque l'iniziativa Piedigrotta Abruzzese per volere di De Cecco, a cui presero parte Di Iorio, Albanese, Zimarino. Oltre ai canti nuovi presentati questo concorso, vennero trascritti quelli storici Vola vola vola di Dommarco e Albanese e Mare nostre di Luigi Illuminati  e Antonio Di Iorio. Il Vola vola vola nel 1953 verrà riconosciuto come "inno abruzzese", noto in tutto il mondo.
La Maggiolata di Ortona aprì grandi spiragli ai musicisti popolari abruzzesi, rinnovando il canto folkloristico regionale: i padri furono Albanese, Zimarino e Di Iorio, che componevano i pezzi da eseguirsi da parte dei cori dei popolani in costume tradizionale. Tra questi si ricordano "Conca d'ore - Giovannella di Scanno" e altre come l'operatrice teatrale "Core me" di Espedito Ferrara e Aniello Polsi.
Questa operetta dialettale fu una delle prime che rappresentano un filone del teatro dialettale abruzzese, che inizia ad acquisire una propria identità e autonomia nel contesto della storia del teatro regionale; altri rappresentanti del genere con vari successi susseguitisi fra anni '30 e '50, furono Eduardo Di Loreto con "Lune e spose tutte na cose -Girandole d'oggi - Lulù aiutami tu"; Alfredo Bontempi, Cesare Fagiani, Ugo Di Santo, a seguire Oberdan Merciaro e Mario Lolli.
La Maggiolata di Ortona si rusollevò dagli eventi bellici, ma dalla fine degli anni 50 a causa della morte dei poeti della vecchia guardia, decadenza, riproponendo spesso nel repertorio i Canti storici, come ad esempio il Trittico di Tetta d'oro di Dommarco e Albanese, è nel 1976 cessò di esistere .
La Settembrata Abruzzese di Pescara fu un'organizzazione folkloristica rimasta nella memoria regionale, sotto la gestione del fondatore Oberdan Merciaro e Stefano Fiorentino dal 1952 anno della istituzione, a seguire fu sotto la guida di Antonio De Laurentiis, con massimo esponente Ferri Teodori. I vari cori d'Abruzzo partecipavano con una lista di canzoni e al termine veniva recitata una commedia dialettale. I Canti di Montagna furono un festival istituito a Montesilvano nel 1989, con canzoni di genere 
mintano, furono guidati da don Antonio Pintori, aventi come protagonisti i popoli della Majella e del Gran Sasso.
Il festival dei Canti del Mare ha avuto come città protagonista Roseto degli Abruzzi (prima edizione nel 1981), anche se non riuscì a farsi conoscere al livello regionale, tantomeno nazionale, perdendo vitalità dopo poche edizioni.
Il Festival della Canzone Abruzzese-Molisana nacque a Vasto nel 1955, come risposta alla decadenza delle Maggiolate di Ortona, e destinato a riscuotere un grande successo, con pezzi di cantanti  nazionali come Nilla Pizzi, Jula De Palma e altri, con partecipante d'eccezione la Banda e l'orchestra del coro "Antonio Di Iorio" di Atessa. Ebbe 7 edizioni prima di cadere. Il festival di Francavilla "La Viuletta d'ore" raggiunse notorietà e fu istituito nel 1981, vide la partecipazione 
dei cori di Poggiofiorito, di Giuseppe Di Pasquale  col Coro "Valpescara", col coro di Orsogna, di Guardiagrele  del M* Donato Ricci, e altri andando poi in decadenza, terminando nel 1999. Nell'aquilano si ricorda il festival della Montagna di Tornimparte diretto da Mario Santucci.
Nel corso del Novecento la musica popolare abruzzese ebbe successo anche in America grazie ad uno dei suoi esponenti moderni, Tommaso Coccione di Poggiofiorito, che emigrò in America facendo conoscere il saltarello abruzzese. Anche il figlio di Aristide Sigismondi di Lanciano, Aldo detto 'm"Alan Dale, nipote del celebre poeta Giulio Sigismondi, fece conoscere vari pezzi di repertorio delle Maggiolate.
Alcuni festival specializzati in musica popolare si tengono ancora a Vasto, Ortona e Pescara, dove nel Museo delle Genti d'Abruzzo è stata allestita una speciale mostra, mentre un'altra si conserva nel Museo Musicale Tostiano a Ortona.
La canzone popolare abruzzese di tradizione corale ebbe dagli anni 50 vari rappresentanti come il Coro di Città Sant'Angelo con Giuseppino Mincione e Antonio Piovano, del Coro di Bisenti col poeta Lamberto De Carolis, della "Schola Cantorum San Pietro" diretto dal M* Antonio Zaccardi e con la collaborazione del poeta Aniello Polsi, del Coro "Giovani voci Dijoriane" di Atessa del M* Don Lino; del Coro "G. Verdi" di Teramo del M* Ennio Vetuschi, il quale dagli anni 50 fu uno dei primi a riscoprire i Canti della tradizione abruzzese, riproponendo anche pezzi storici delle Maggiolate nel repertorio; il Coro "Gran Sasso" dell'Aquila diretto dal M* Paolo Mantini che ugualmente riscoperse varie canzoni popolari e di repertorio, ancora oggi eseguite.
Tra gli autori dell'ultima generazione  del secondo novecento, del genere delle canzoni folk abruzzesi, risultano Vincenzo e Camillo Coccione, Luciano Flamminio, Emanuele Talone, Aldo Aimola, Donato Rucci, Guido Giuliante, Vinia Mantini, Giuseppino Mincione, Antonio Piovano, Alessandro Dommarco, Francesco Paolo Santacroce, Giuseppe Di Pasquale, Giuseppe Tontodonati, Vito Moretti, Mario Bosco, Giuseppe Rosato Mario Lanci, Panfilo de Laurentiis, che diresse anche il Coro di Roccascalegna, Plinio Silverii che fondò un'associazione teatrale a Orsogna.

## Conservatori musicali
- Conservatorio Luisa D'Annunzio di Pescara

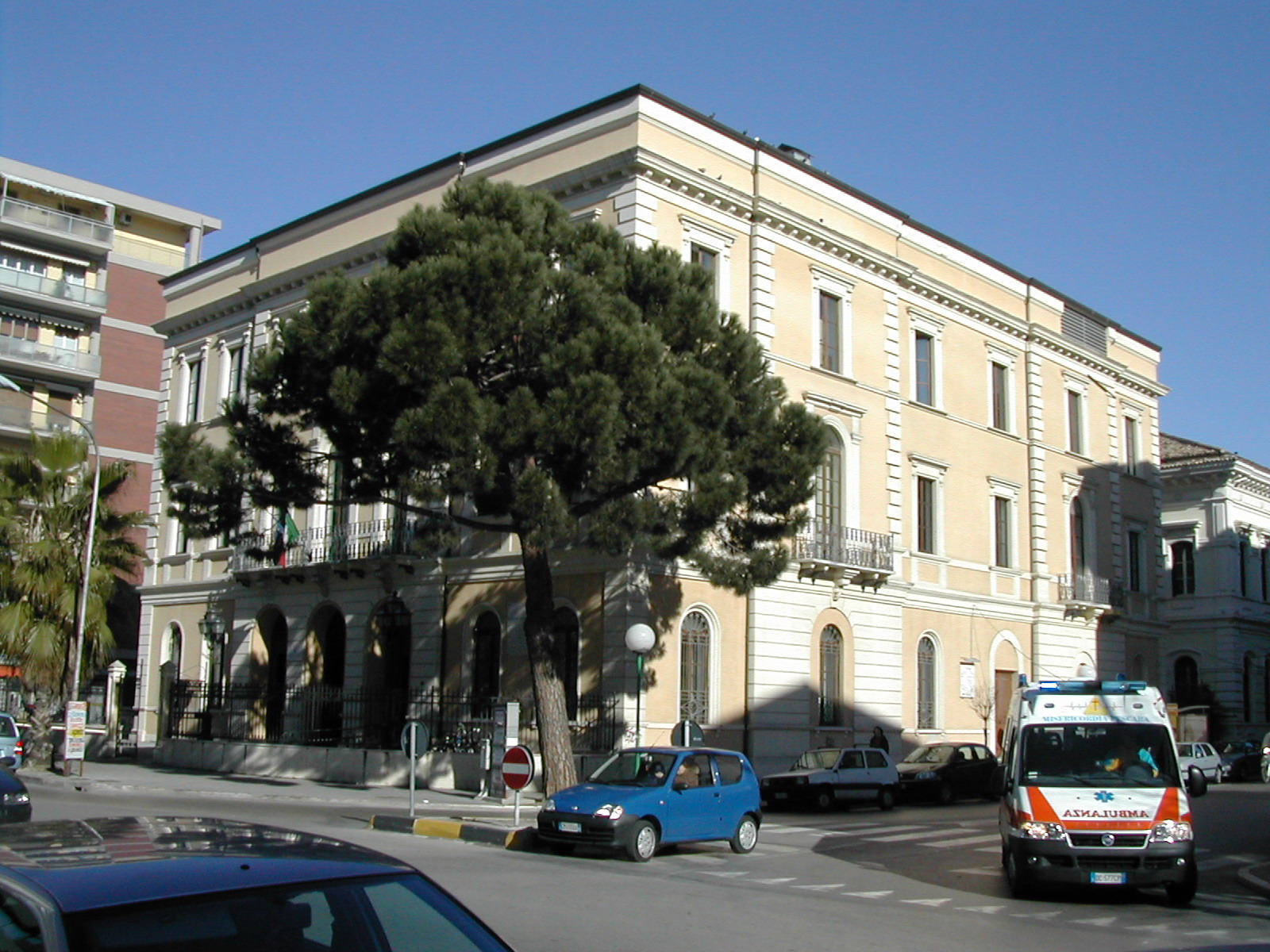
Conservatorio "Luisa d'Annunzio" di Pescara, presso l'ex Municipio di Castellammare Adriatico

- Conservatorio Alfredo Casella dell'Aquila
- Conservatorio Statale di Musica  "Gaetano Braga" di Teramo
- "Scuola musicale FaremusiKa" di Teramo
- L'Aquila Temporary Concert Hall dell'Aquila
- Scuola civica musicale "Ritucci Chinni" di Vasto, e Coro Polifonico Histonium "Bernardino Lupacchino dal Vasto,  in Vasto
- "Accademia Musicalmente" di Francavilla al Mare
- Istituzione Civica di Musica e Centro di documentazione "Francesco Masciangelo" di Lanciano

## Festival e rassegne musicali
- International Festival of Baroque Music – Lanciano
- Pescara Jazz – Pescara dal 1969
- Stagione Lirica – Chieti, Teatro Marrucino
- Stagione concertistica Luigi Barbara – Pescara, Teatro Massimo
- Stagione concertistica Barattelli – L'Aquila, Auditorium Nino Carloni
- Rassegna di musica antica "I Concerti di Euterpe" - L'Aquila dal 1997
- Stagione concertistica Primo Riccitelli – Teramo, Teatro Comunale
- Stagione concertistica Istituzione Sinfonica Abruzzese – L'Aquila, Teatro Vittorio Antonellini
- Stagione concertistica Francesco Paolo Michetti – Francavilla al Mare, Museo Michetti
- Camerata Musicale Sulmonese – Sulmona, Teatro Caniglia
- Estate Musicale Frentana – Lanciano
- Stagione concertistica Teatro Dei Marsi – Avezzano
- Stagione concertistica Teatro Rossetti – Vasto
- Stagione concertistica Teatro Sirena – Francavilla al Mare
- Muntagn in jazz -  Sulmona
- Sotto le stelle del Jazz - Francavilla al Mare dal 2005
- L'Aquila Jazz dal 2015
- IndieRocket Festival
- Majella sound camp: 13-14-15 luglio - Boschetto di San Valentino in Abruzzo Citeriore
- Festival Suoni d'Abruzzo: 23-31 luglio – Ortona
- Maggiolata ortonese – Ortona
- Rassegna Musicale "Bernardino Lupacchino dal Vasto", dal 2001, Vasto
- Concerti di Mezzanotte, dal 2009, Vasto.

## Orchestre sinfoniche e formazioni orchestrali
- Orchestra Sinfonica Abruzzese – L'Aquila, fondata da Vittorio Antonellini nel 1970
- I Solisti Aquilani – L'Aquila, orchestra da camera fondata da Vittorio Antonellini nel 1968
- Orchestra da Camera "Benedetto Marcello"– Teramo, fondata da Liliana De Dominicis e Gianfranco Lupidii nel 1984
- Orchestra del Teatro Marrucino – Chieti
- "Orchestra Città Aperta"– L'Aquila, fondata da Carlo Crivelli nel 2001
- "Orchestra I Musici del Sirena" – Francavilla al mare, fondata da Davide Cavuti nel 2003
- "Orchestra Officina Musicale"– L'Aquila, fondata da Orazio Tuccella nel 1986
- "Orchestra Sinfonica di Pescara"– Pescara, fondata da Elio Santangelo nel 1978.
- "Orchestra Ensemble Colibrì"– Pescara, fondata da Andrea Gallo nel 2013
- "Orchestra Femminile del Mediterraneo"– Pescara, fondata da Antonella De Angelis nel 2007
- "Orchestra Popolare del Saltarello"– Teramo, fondata da Danilo Di Paolonicola nel 2017
- "Orchestra Sinfonica Tosti"– Ortona

## La banda musicale abruzzese
Per la prima volta in Abruzzo, la parola "bandista" è utilizzata nel XIX secolo, usata ad Introdacqua, piccolo paese della valle Peligna, la cui banda ufficialmente si costituì nel 1865. Le prime notizie sicure di essa risalgono al 1770 e sono contenute in un "Libro degli Introiti e delle Spese", nel quale a pagina 37 si legge "Addì 3 dicembre 1770 paga alla Musica per la festa della Concezione: la sera della vigilia ducati 0,15; il giorno della festa ducati 0,90".
Le altre bande all'inizio dell'800 si costituirono a Città Sant'Angelo nel 1801, e Pescina. La banda introdacquese merita interesse, perché inizialmente era detta localmente "panzarèllə", ossia un gruppo di musicanti girovaghi, senza una sede stabile, né costituita da membri fissi, ma sempre oscillanti tra le 4 o le 15 unità, i cui membri si alternavano nell'uso degli strumenti. Quest'organico in futuro riprenderà vita soltanto i giorni delle feste patronali di fine agosto, e verrà chiamato "banda scema".
La prima panzerèllə oltre ad Introdacqua si ha a Gessopalena nel 1755, poi la Banda Rossa di Orsogna del 1797; la banda musicale vera e propria si costituì proprio nell'800 a Pescina, Città Sant'Angelo, Spoltore (1809), Alanno (1809), Bisenti (1817), Francavilla (1847), Lanciano (1892), Teramo, Tagliacozzo e Giulianova (1880), sicché la diffusione in tutto l'Ottocento divenne capillare.
Presto la costituzione della banda divenne motivo di grande orgoglio tra gli abruzzesi, e nacquero anche le prime diatribe campanilistiche, con episodi anche cruenti di rivalità, tra Teramo e Atri, o tra Guardiagrele e Orsogna. La regione, insieme alla Puglia, fu la culla prediletta per la costituzione dei gruppi bandistici, ogni Comune che ha la banda ed il mecenate è spesso il sindaco o il maggior proprietario terriero, si compirono varie turnè, anche all'estero, in Egitto, Turchia, Russia, per cui si ricordano le bande di Atessa sotto il Maestro Antonio Di Jorio e Pratola Peligna.

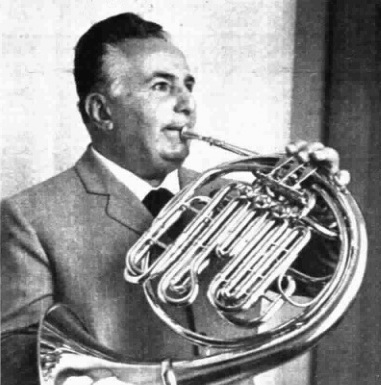
Il cornista orsognese Domenico Ceccarossi

Sotto il Maestro Alessandro Vessella nacque la banda moderna mediante le sue riforme, a coglierne il frutto fu la Banda "Fedele Fenaroli" di Lanciano mediante Augusto Centofanti, figlio di Nicola Centofanti Sr., capostipite di una dinastia di direttori di banda lancianesi, terminata con Nicola Centofanti (1913-1997), poi la Banda dei Diavoli Rossi di Pianella; oltre alla costituzione della banda, si costituì in ogni comune di rispetto anche la scuola musicale per i nuovi allievi, con esibizioni nazionali e internazionali: ragazzi di campagna, al limite dell'analfabetismo, poterono usufruire di queste grandi occasioni per farsi conoscere nel panorama culturale europeo e italiano, gli strumenti prediletti in Abruzzo furono il corno ( si ricorda Domenico Ceccarossi di Orsogna), il clarinetto, il trombone (si ricorda il poeta Modesto Della Porta di Guardiagrele), la tuba, il flicorno e la cornetta. Nell'800 anche la piccola realtà di Pescara beneficiò del suo gruppo bandistico, con il Maestro Scassa negli anni '30.  Nel 1847 Crispino Michetti, padre del celebre pittore Francesco Paolo Michetti, fu il primo direttore della Banda della Città di Francavilla al Mare: tra i solisti principali del complesso musicale, si annovera il cornettista Gaetano Catena, proveniente da una famiglia di valenti musicisti, solista di numerose formazioni orchestrali con cui si esibì in Italia e all'estero.
La storica Banda "Vincenzo Bellini" di Chieti, grazie a Domenico Valentino, raggiunse le 90 unità, entrando con Pescara nell'attenzione del Daily News durante la tournée americana del 1933-34. La banda di Chieti fu definita la "più grande mai esistente", e si esibì anche a Livorno in onore di Pietro Mascagni.
Il sogno bandistico abruzzese si infranse con la seconda guerra mondiale, quando la popolazione venne decimata, in seguito con il decadimento culturale delle arti, votato al fervore tecnologico e consumistico, le bande decaddero, alcune vennero sciolte, come quella di Chieti, mentre altre continuarono a resistere, come quella di Introdacqua e di Lanciano, e solo negli anni '80 e '90, alcune storiche si ricostituirono, arrancando tuttavia nel riconquistare le posizioni di prestigio originarie. Tuttavia ancora oggi in molti comuni la banda è percepita come un elemento fondamentale della festa tradizionale, insieme ai canti, alle marcette, alle processioni e ai fuochi artificiali. Si ricorda soprattutto a Guardiagrele la figura del poeta Modesto Della Porta, che nella raccolta Ta-Pù: lu trumbone d'accumpagnamento, fa vari riferimenti alle feste patronali della città in onore di San Donato, ed egli stesso suonò più volte nella banda civica.
In tutto, in Abruzzo, di bande se ne contano 56, di cui alcune storiche e di importanza. Tra queste si ricordano
- Concerto bandistico "Città di Paganica" - L'Aquila: costituita nella metà dell'800, negli anni '30 del Novecento il numero sei musicisti aumentò sino a stabilizzarsi ai 40 elementi, nel 1942 venne istituita la prima scuola di musica per aspiranti bandisti. A causa della guerra, la banda ha subito una cristi, nel 1948 cercò di non sciogliersi grazie alla forza dei maestri De Virgilis e Di Benedetto, ma il 1949 fu l'ultimo anno di attività. Negli anni '70 un gruppo di 15 elementi tornò a ricostituire la banda, con la direzione del Maestro Silvio Tarquini, nel 1975, che istituì nuovamente una scuola di musica. La nuova banda è stata inaugurata nel 1979 con 30 elementi, e esibendosi nella festa patronale. Nel 2000 è stata istituita l'associazione culturale che conserva il nome originale, sotto l'egida del presidente Flavio Tursini. Anche con il terremoto del 2009, la banda ha continuato ad esibirsi, divenendo la principale del capoluogo abruzzese: il suo stemma è la testa di moro con la rosa in bocca, che è anche l'effigie del Quarto di Santa Maria del centro storico aquilano, fondato in gran parte nel XIII secolo proprio dal castello di Paganica.

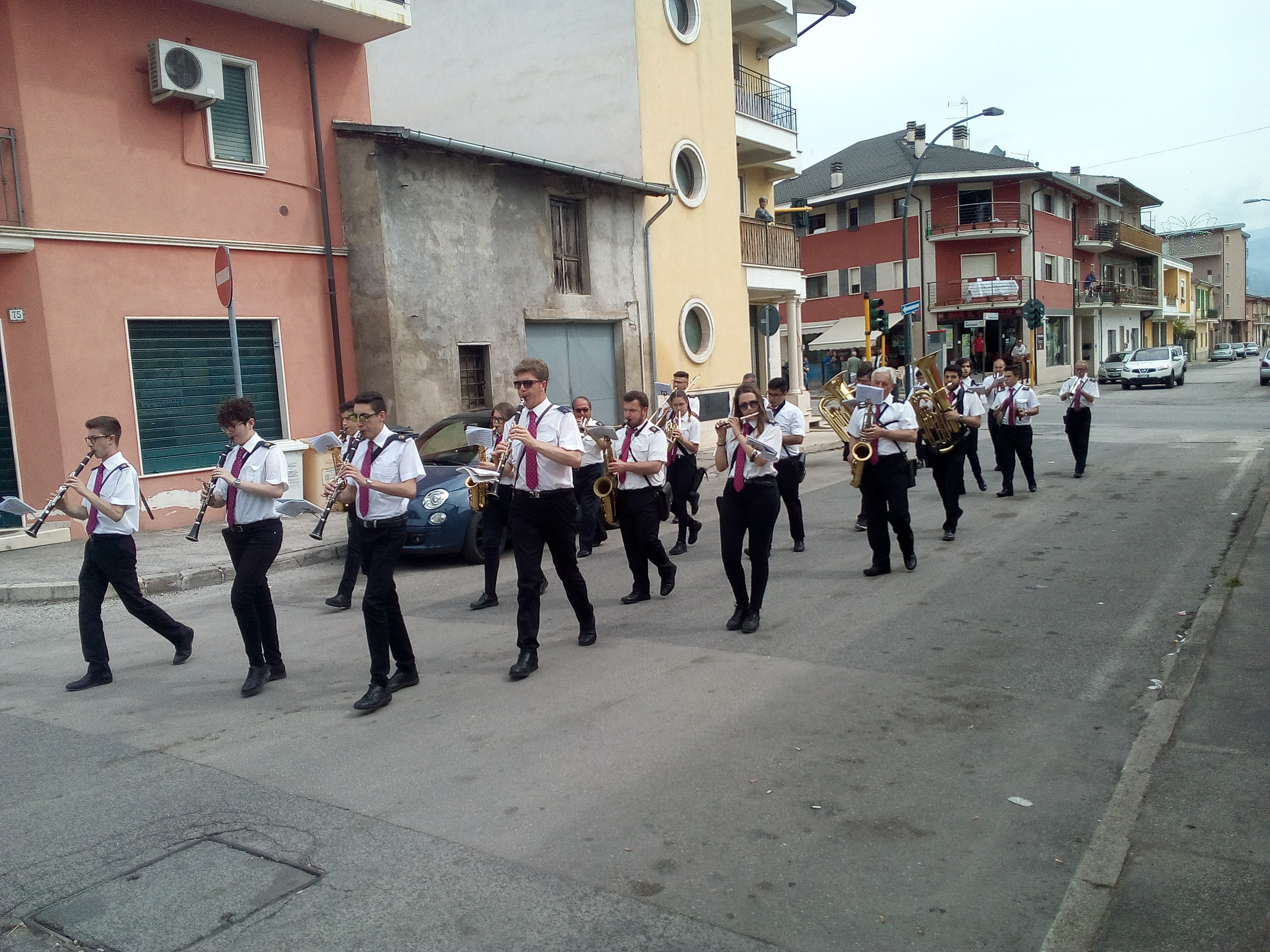
Banda Leoncini d'Abruzzo a Pescina

- Banda musicale di Ortona: la città non ha mai avuto una propria banda musicale, ma ha sempre utilizzato altri complessi provenienti dai paesi attorno, tra cui Lanciano, Orsogna e Guardiagrele. Nel 1998 è nata l'idea di costituire un gruppo bandistico civico, con direzione del Maestro Rodosi D'Annunzio: gli allievi del Laboratorio Musicale hanno debuttato in occasione delle Feste Rionali, riscuotendo successo, sicché è stata costituita l'associazione "Amici della Banda" con la scuola musicale, divenendo infine la Banda Città di Ortona, che si esibisce soprattutto durante la Festa del Perdono di San Tommaso a maggio, e durante l'Epifania e il Natale, nonché nella processione del Venerdì Santo.
- Complesso Bandistico "Fedele Fenaroli" di Lanciano: la città ha visto il riconoscimento di un corpo civico stabile bandistico nel 1892, denominato "Banda Fenaroli" in onore dell'omonimo compositore di musica sacra lancianese, fondato da Nicola Centfanti Sr, e proseguito dai figli, come Augusto Federico, Ettore e Nicola jr.. Sin da subito la banda ha riscosso un grande successo, esibendosi nelle feste patronali della Madonna del Ponte, del Dono, della Processione del Venerdì Santo e nella Pasqua di Resurrezione. Soprattutto per il fragore e il clamore dei 3 giorni della festa della Madonna del Ponte, è nato il motto locale "Tra bbanne, bbomme e campane: ecche Langiane!"[24]. Il primo diretto della banda fu il Maestro Nicola Centofanti Sr., dopo di lui vennero Augusto e Paolo Centofanti, Gino Di Nizio, Nicola Centofanti nipote, Michele Lufrano e Nicola Benvenuto. Sulla scia della lunga tradizione musicale, la città di Lanciano conserva il Premio Storico Grande Concerto Bandistico, che si svolge nel Teatro comunale "F. Fenaroli", e ha avuto tra i componenti Severino Gazzelloni, Francesco Di Santo, Domenico Ceccarossi, Luigi Torrebruno.
- Banda musicale di Orsogna: fu fondata nel 1797 come "rinomata Banda Rossa", così denominata per le giubbe rosse delle uniformi prese dai soldati francesi di Gioacchino Murat, diretta dal Maestro Raffaele Di Sipio, allievo di Cesare De Santis, professore del Santa Cecilia di Roma. La banda presso divenne una componente fondamentale delle tradizioni festive orsognesi, nel 1861 i briganti di Mecola ad esempio vennero accolti trionfalmente dalla banda civica, diretta da Ireneo Parlatore, mentre veniva portato in processione il quadro di San Nicola. Nel 1927 la banda, sotto al direzione del Maestro Gino Di Nizio, assunse il nome "Grande Banda d'Abruzzo - Orsogna", debuttando in diverse tournée, anche a Napoli e in Puglia. Solo in un caso la banda attraversò un momento buio, quando dovette suonare nella vicina Guardiagrele, storica rivale del paese, nel giorno di San Rocco, quando scoppiò una tremenda rissa. La rissa raggiunse l'oltraggio politico, e molti bandisti vennero arrestati, tra cui il noto cornista Domenico Ceccarossi. La banda attraversò un alto momento buio durante la guerra, nel 1947 si ritentò di ricostituirla, ma senza successo, e ciò avvenne solo negli anni '50, benché spesso e volentieri, ancora oggi, rinsanguata nei membri da altri organi provenienti dai paesi accanto, come Poggiofiorito, Arielli, Miglianico, Filetto, poiché i membri sono sempre troppo pochi; ciononostante, i maestri continuano ad esibirsi nelle principali ricorrenze, tra tutte la cerimonia dei Talami del Lunedì dell'Angelo.

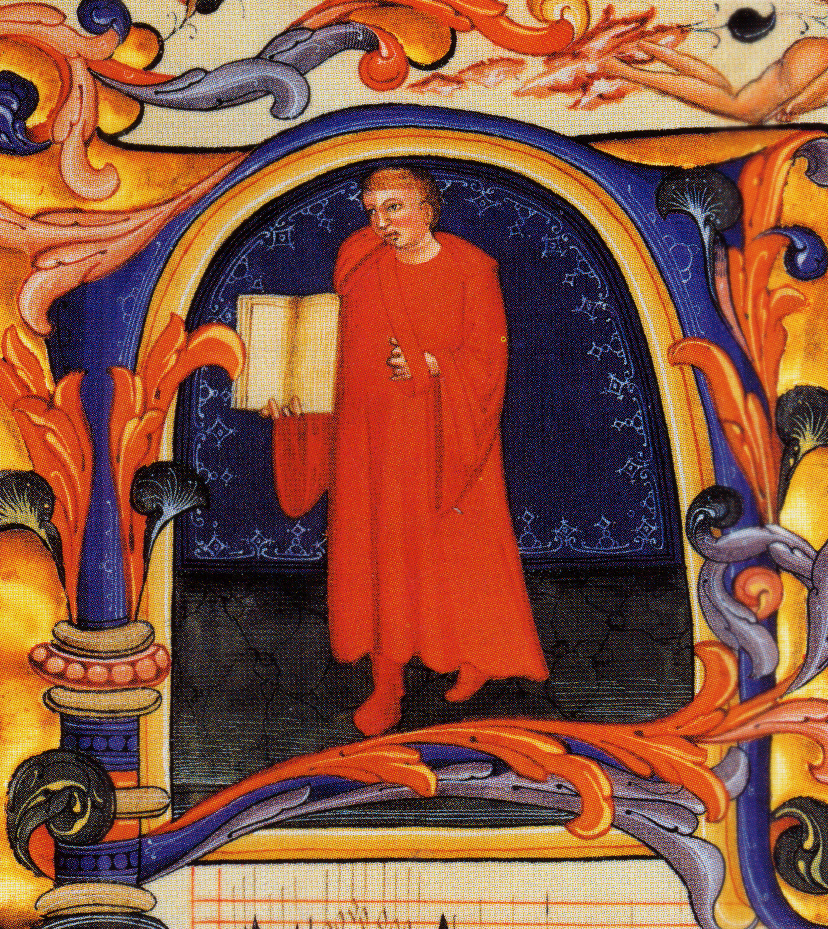
Antonio Zacara nel Codice Squarcialupi

- Banda Città di Chieti "Nicola Centofanti":  la banda fu istituita nel 1864 e intitolata al celebre compositore ottocentesco "Vincenzo Bellini", nipote di Vincenzo Tobia Nicola Bellini di Torricella Peligna (CH). Immediatamente ottenne successo, vantando 90 membri, che si esibivano non solo nelle principali festività, ma anche al Teatro Marrucino, e nella monumentale Processione del Cristo Morto. Scioltasi in seguito alla seconda guerra mondiale, quando la città dal punto di vista culturale ha visto un lento decadimento e ripiegamento, con la chiusura anche del teatro Marrucino, si è ricostituita solo nel 2010, intitolata a Nicola Centofanti (1913-1997), che ne fu nell'ultimo periodo della sua vita, d'orchestra direttore, con il Maestro Nicola Marinucci, Sergio D'Intino vicepresidente e presidente Rocco Marcucci. La banda si esibisce soprattutto durante la manifestazione culturale del Maggio Teatino, anche se quella attuale è molto più ridotta rispetto a quella storica, attualmente la banda è diretta dal Maestro Pierangelo Orsini, diplomatosi al Conservatorio Luisa d'Annunzio di Pescara
- Storica Banda di Introdacqua: nacque intorno al 1865, considerata tra le più antiche bande d'Abruzzo, ancora oggi in attività. La banda è stata immortalata anche nel film di Mario Mattoli Signorinella del 1949.
- Storica Banda Municipale di Pianella, nacque intorno al 1861, ebbe un grande successo negli anni Ottanta dell'Ottocento, quando fu diretta dal Maestro Luigi Marchetti[25] di Gessopalena (CH). Effettuò tournée per l'Italia e la Germania. A Senigallia, dove prestava servizio nella stagione estive, suonò per rendere omaggio a Menotti Garibaldi. Si sciolse negli anni '20, dopo la morte dell'avvocato e mecenate Giacomo Sabucchi.
- Associazione Musicale "Ettore Minervini" - Montorio al Vomano: la banda di Montorio risalirebbe al 1785, costituita dal medico Vincenzo Parrozzani, nel corso degli anni, a partire dalla costituzione ufficiale nell'Ottocento, ha avuto la direzione dei maestri Pasquale Costanzi, Gaetano Parmigiani, Saverio Bertini, Enrico Petrei, nel Novecento ci furono il Maestro Francesco Marcacci, poi Pasquale Canzanese, Pasquale Nerilli, Dino Testa, che fece conoscere la banda al livello nazionale. Dal 1960 al 1990 è stata diretta dal Maestro Umberto Camerata, dal 1990 il capobanda è Sarno Minervini. Nel 2000 si è costituita l'associazione musicale "Ettore Minervini", con scuola di musica, il repertorio personale di marce religiose, marce militari ecc, esibendosi nelle principali festività del centro.
- Concerto bandistico città di Castel Frentano (Ch) affonda le sue radici nei primi anni del 1990 per poi interrompersi,dal 2019 la banda viene ricostituita da un gruppo di giovani musicisti del frentano.

## Musei e Istituti musicali
- Museo Musicale d'Abruzzo - Istituto Nazionale Tostiano - Ortona - Palazzo Corvo
- Centro Ricerche e Studi Nazionale Alessandro Cicognini musica applicata alle immagini - Francavilla al Mare
- Museo delle Genti d'Abruzzo - Pescara
- Centro musicale di documentazione "Francesco Masciangelo", Lanciano alle Torri Montanare.
- Istituzione Musicale Ettore Montanaro - Francavilla al Mare
- Museo Permanente della Zampogna - Scapoli (IS).

### Il Museo Musicale d'Abruzzo di Ortona

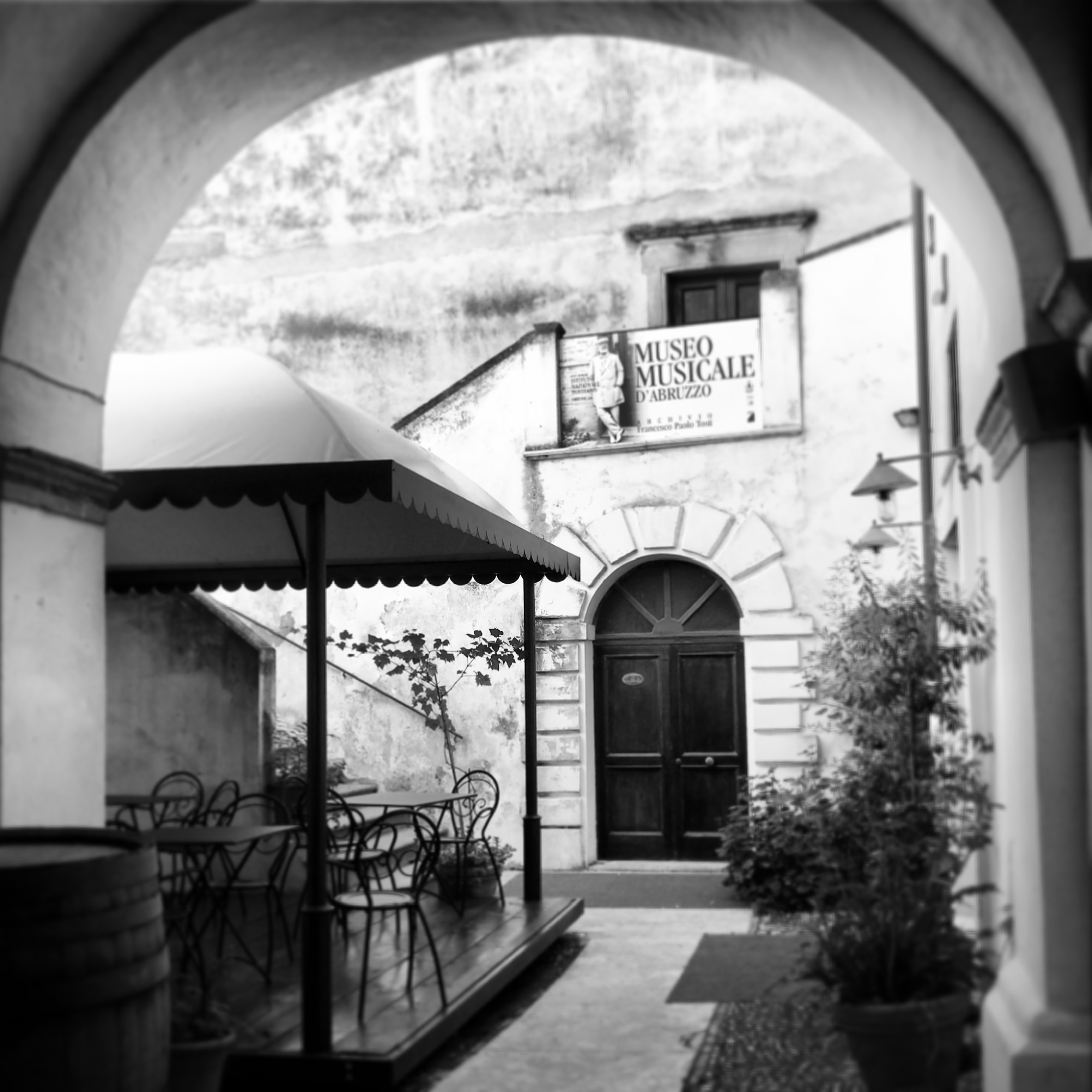
Ingresso all'atrio di Palazzo Corvo, Ortona, sede del Museo Musicale d'Abruzzo

Principale museo dedicato alla musica popolare abruzzese, soprattutto per ricordare e conservare il patrimonio dello storico festival della Maggiolata ortonese rappresentato da Albanese, Dommarco, Di Jorio, Sigismondi, Illuminati, si trova nel settecentesco Palazzo Corvo, nel rione Terravecchia, all'ingresso del corso Matteotti dal castello. Il palazzo è anche sede dell'Istituto Nazionale Tostiano, legato al compositore ortonese Francesco Paolo Tosti, con relativo archivio dei suoi manoscritti. Il museo è stato istituito nel 1994 per volere del soprano Renata Tebaldi e di un'associazione ortonese dedicata alla memoria di Francesco Paolo Tosti, si divide in alcune stanze, di cui la principale dedicata a Francesco Paolo Tosti.
Propone sia un excursus cronologico essenziale della vita del compositore ortonese, attraverso l'allestimento di documenti e pannelli fotografici, sia la riproduzione dello stesso ambiente salottiero ottocentesco, dove il Tosti era solito comporre e far ascoltare le sue romanze. La ricostruzione trae spunto dalla dimora del Tosti a Mortimer Street a Londra, quando era al servizio della regina Vittoria, resa possibile dall'esposizione di mobili, oggetti, arredi da parete, quadri originali, appartenuti al maestro.
Altre sale sono la biblioteca dell'archivio Tostiano, la sala Tintori, realizzata nel 1998 con la biblioteca composta da volumi di storia musicale, alcuni molto antichi e preziosi, e la sala De Luca, dove sono esposti cimeli, vestiti, strumenti appartenuti ai tenori, baritoni e soprani più famosi del Novecento italiano, amici dello stesso Tosti, come Enrico Caruso.

## Gli strumenti musicali

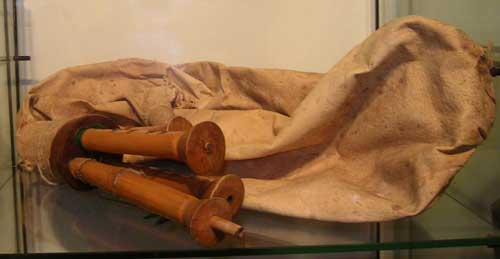
Zampogna conservata nel Museo della Zampogna in Scapoli

Gli storici hanno catalogato un totale di 98 strumenti musicali della tradizione popolare abruzzese. Tra questi i più famosi sono la zampogna, conosciuta sin dall'antichità con nome latino tibia utricularis. Il poeta D'Annunzio la cita quando parla dei pastori abruzzesi nelle sue prose, spiegando che l'assemblavano con la cera dei torchi votivi e con i fili di lino ricavati dalle vecchie tovaglie d'altare. Ne sono state rinvenute due tipologie che prendono il nome dai luoghi di provenienza: una dell'area del Fucino, detta zampogna avezzanese, mentre l'altra di Cerqueto nel teramano è detta la cerquetana, dal nome della frazione Cerqueto di Fano Adriano (Teramo). Sono entrambe zampogne zoppe, ossia arcaiche, perché mancanti di meccanismo particolare che consenta una maggiore estensione delle note. Tradizione della zampogna è di essere suonata nel periodo natalizio dagli zampognari, per le vie dei borghi e delle città, porta a porta, alla ricerca di qualche soldo. Oltre alla ricorrenza natalizia, la zampogna è da sempre uno strumento usato in varie ricorrenze in Abruzzo, per feste, per matrimoni e per rievocazioni storiche in costume, accompagnata anche dai canti, di cui esiste la tipologia della "maitunata", un'improvvisazione in versi d'augurio per le coppie che si sposeranno, motivo frequente nel territorio di Castel di Sangro e Barrea.
Il secondo strumenti principale è "lu fregavente", detto così perché il suono è prodotto dal vento che penetra lo strumento, meglio conosciuto come "flauto di Pan". Lo strumento a quattro, cinque, sette o nove canne ha origini leggendarie che lo riportano alla mitologia dell'antica Grecia. Il passaggio da flauto di Pan alla zampogna avviene dal momento in cui alcune canne, trasformate in pive fatte di legno di bosso o di olivo, vengono introdotte in un sacco di pelle come serbatoio d'aria, ricavato dalla pelle di capra rivolta e poi conciata. Gli strumenti più antichi di derivazione abruzzese, si trovano a Roma nel Museo delle Arti e Tradizioni Popolari, mentre altri esemplari, insieme a zampogne e "ciaramelle", sono conservate nel comune molisano di Scapoli (IS) nel Museo Internazionale della Zampogna.

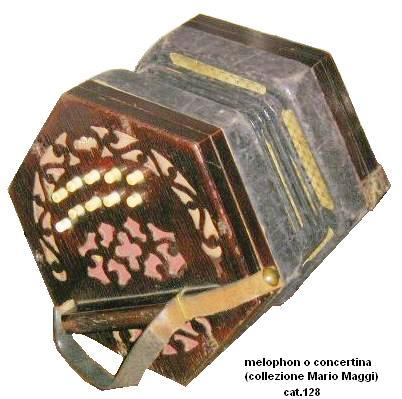
Una fisarmonica

Terzo strumento è "lu 'Ddu bbotte", così chiamato perché ha solo due bassi e per il continuo movimento dell'aprire e chiudere il mantice dell'organetto, e il flauto che nelle culture antiche assumeva un significato fallico, distinguendosi come strumento musicale perfetta maschile e dunque solitamente proibito alle donne. In Abruzzo questo organetto o fisarmonica è frequentissimo nelle ricorrenze popolari, usato sia nell'ambiente privato collinare-montano dell'Abruzzo e del Molise, che nelle feste in compagnia. Sono state create varie varietà di brani musicali per l'organetto, come il bombardone, la pizzica, il saltarello.
Gli strumenti a percussione in Abruzzo si dividono nei membranofoni, come i tamburi, gli idrofoni come le "raganelle" (frequentemente usate per la processione del Venerdì santo); i membranofoni presentano distinzioni come nella Valle Peligna, dove vengono costruiti completamente in legno, e nella Valle di Bavone (Teramo), dove sono realizzati in legno e metallo, di metallo è la cassa di risonanza, congeniale all'uso in ambito militare. Appartengono agli idiofoni le "nacchere abruzzesi", che sono a spatola e non da dito: ne sono state individuate due tipologie, una "del fusaro" perché costruita dai tornitori di fusi, e l'altra del carrettiere", perché fatta dai costruttori di carri agricoli, utilizzata per guidare i passi di danza del frustino. Lo strumento principe dalla danza abruzzese è "lu mascrille", un mezzo sistro, assai antico, conosciuto anche a Roma e nell'antico Egitto, realizzato con un ramo biforcato di un albero o di una forchetta di legno dimessa, appartenente al gruppo dei crepitacoli, caratterizzati da oggetti risonanti sospesi a un telaio e agitato con le mani. Come sempre a Cerqueto si conservano vari esemplari nel museo delle Tradizioni, e si specifica che era principalmente usato nei riti sacri, come le processioni del Venerdì santo e del Corpus Domini, insieme alle "tabelle", alla "crilliera" e alla "tiritappe".

## Canzoni popolari
- Amara terra mia o "Nebbi' a la valle" (nebbia alla valle): ripresa anche da Domenico Modugno nel 1971, ha origini abruzzesi, precisamente di Palena (CH), con tema principale l'abbandono delle campagne da parte degli emigrati e il mancato raccolto delle olive, mentre mentre Enrica Bonaccorti per Modugno ha riadattato il testo sempre a sfondo nostalgico dell'emigrante, ma ambientandolo in una giornata assolata.
- Sant'Antonie a lu deserte: Sant'Antonio Abate è venerato in varie località abruzzesi, sopra tutte c'è Fara Filiorum Petri. La canzone si svolge come un racconto, che rievoca le tentazioni del santo da parte di Satana, e dell'intervento salvifico degli angeli.
- Arvì:  la canzone ha il tema nostalgico di un giovane la cui innamorata è emigrata oltre mare insieme con la sua famiglia, promettendogli di tornare, ma da tre anni non è tornata e lui aspetta invano. Il testo e la musica sono del medico poeta di Montefino Antonio Misantone.
- Scura maje - Lamento di una vedova: canzone di primo Novecento dal tema tragico, cantata da una vedova verso il mare, dove il marito pescatore è morto naufrago. Frequente è il ritornello "Mare maje - mo m'accìde", nell'intenzione della donna di suicidarsi per la disperazione della perdita del marito.
- Din don - Campanelle: allegra canzone riscritta da Cesare De Titta e musicata da Antonio Di Jorio nel primo Novecento che accompagna il tema delle campane, che suonano in tre precise fasi del giorno: mattina, pomeriggio, sera, a quello amoroso di due fidanzati.
- Tutte le funtanelle: canzone popolare anonima conosciuta anche da D'Annunzio, riproposta in alcune pagine del libro Il trionfo della morte (1894) durante il soggiorno sanvitese alla costa dei Trabocchi. La canzone è cantata da una moglie, che non riesce a trovare l'acqua per il marito al lavoro, poiché sono secche, e si fanno vari riferimenti alle tipiche conche di rame del costume tradizionale.
- Vola vola vola: composta nel 1922 da Guido Albanese e Luigi Dommarco per la maggiolata ortonese, è diventato "l'inno abruzzese" per antonomasia, nel testo si rievoca un antico gioco infantile nel quale vengono evocati diversi animali di cui si deve dire, volta per volta, se volano o no: il pavone, il cardellino, il gallinacccio. Chi sbaglia paga pegno, che poi deve essere riscattato con una penitenza.

## Fonti
- Buccio di Ranallo- poeta aquilano del XIV secolo, autore della Leggenda di Santa Caterina Martire e della cronica rimata https://www.fondazioneterradotranto.it/2014/03/01/buccio-di-ranallo-e-la-leggenda-di-santa-caterina-dalessandria/[1]

1. ↑   Fondazione Terra D'Otranto, su Il Delfino e la Mezzaluna - Fondazione Terra D'Otranto, 12 maggio 2025. URL consultato il 13 maggio 2025.